# モンスターハンター フロンティア オンライン
『モンスターハンター フロンティア オンライン』（現『モンスターハンター フロンティアZ』）は、カプコンが開発し運営していたオンラインゲームで、MOの要素を持つハンティングアクションゲーム。略称は「MHF」。
モンスターハンターシリーズ初のWindows用ゲームとして発売。HD化や、容量の少ないCD-ROM媒体での提供もシリーズ初の試みとなる。2010年6月24日にXbox 360用が発売。
2013年4月17日の大型アップデートでタイトルが『モンスターハンター フロンティアG』（モンスターハンター フロンティアジー、略称「MHF-G」）に刷新された。
2013年11月20日にPlayStation 3版、同年12月11日にWii U版、2014年8月13日にPlayStation Vita版がそれぞれ発売された。
2016年11月9日の大型アップデートより『モンスターハンター フロンティアZ』と改題、また同年11月22日よりPlayStation 4でもサービス開始。
2018年8月1日、Xbox 360版とWii U版のサービスが終了した。当該ハードのプレイヤーについては、PC版へのセーブデータ移行が可能となっている。
2019年6月19日、ユーザーに満足のいくサービスを継続して提供することが困難になったため、全プラットフォームでのサービスを2019年12月18日に終了することを発表し、全サービスを終了した。
サービス終了時の主要スタッフは、砂野元気（名誉プロデューサー）と宮下輝樹（プロデューサー）。

## 概要
『モンスターハンター2(dos)』をベースに開発され、後のシリーズで実装された要素やインターネットを活用した機能などが追加されている。
- ギルドシステムやランキングモード、Skypeでのボイスチャットのサポートなどの新システムのほか、マイギャラリー、マイガーデン、新規武器や防具、『モンスターハンターポータブル 2nd』の武器や防具、提携企業とのタイアップキャンペーンの装備や武器なども登場する。
- 新モンスターや新フィールドもアップデートを通して順次追加され、以後も長期的な新システム実装を計画している。
- Core 2 DuoかCore 2 Quad、Core iシリーズを搭載したPCならば、クライアントを2つ同時に起動してプレイすることが可能となる。
- HDDインストールに対応したことで、エリア間のロード時間は『MH』シリーズ最速を誇る。

これらPC特有のメリットを生かしたオンライン上でのプレイヤー数の多さや継続的なサポート、HDD容量を許す限りのアップデートによる数多くのアイテム、敵キャラクターの追加が行われている。Xbox 360版の発売日にスリム化したXbox 360 250GBも併せて発売された。

## サーバー構成

### サーバー構成について
PC版はオープンベータテスト時点で頻発していたログイン障害対策として3サーバー体制で開始され、2013年9月18日(水)から1つのサーバーに統合されサーバー1となった。
Xbox 360版はPC版とは別に新規サーバーが用意され、全員HR（ハンターランク）1からのスタートとなる。
PCとXbox 360との接続は同社の『ロストプラネット コロニーズ』やスクウェア・エニックスの『ファイナルファンタジーXI』でも実現しているように技術的には可能だが、既にPC版でプレイしているユーザーはランク100以上になっている者もいるのに対し、新規で始めるXbox 360ユーザーとのクエストが合わないという状態を考慮した結果であるという。Xbox 360版のコミュニティの成熟度を見て、将来的にはPC版とのサーバー統合も視野に入れていると発表されたが、βテスト開始後から統合について消極的な態度を取っている。ただしXbox 360版用の2つのサーバーは2011年3月30日に1つに統合されている。
PS3版・Wii U版も当初はそれぞれPC版・Xbox 360版とは別の独立した新規サーバーにて運営されていたが、2014年4月23日にPC版とPS3版のサーバーが統合された（ただしPC版とPS3版のデータ共有は不可）。またPS Vita版に関しては統合されたPC・PS3版のサーバーを共用し、セーブデータもPS3版のみと共有され、また一部のワールドにてPC版・PS3版のプレイヤーと一緒にプレイが可能になる。また、PC版とPS3版のサーバー統合発表時に、Xbox 360版・Wii U版のサーバーも将来的には統合したいことがスタッフから明言されている。
PS4版はPS3およびPS Vitaでのプレイデータを利用可能。課金についてはPS3版およびPS Vita版と同様のCOG ID側での課金の他に、PS4版限定の利用権としてPlayStation Storeでの購入も可能となっている。なおPS4版サービス開始直後よりサーバー1の負荷によるログイン障害が顕在化し、11月26日に急遽サーバー2が追加され、以降PS3/PS Vita/PS4で新規にプレーを開始する場合は強制的にサーバー2に割り当てられていたが、2017年3月8日のサーバー増強処置によって負荷問題が解消され、同年3月29日よりサーバー1でもキャラクター作成が可能となり、2017年5月24日に両サーバーのプレーデータが統合された。
Xbox 360とWii Uは2017年時点でいずれも本体の製造が終了しており、その対応の一つとして2017年11月29日より、Xbox 360およびWii U版のセーブデータをPCでも使用できるようになる「アカウント連携サービス」が開始された。サーバーについては従来のハードに即したものとなる。また、2018年8月1日をもってこれらのサーバーをPC・PS版と統合し、Xbox 360/Wii U版については、サービス提供が終了となった。

### 現行サーバー構成
2018年8月1日以降の構成。
- サーバー1 - PC・PS3・PS Vita・PS4版のサーバー。2013年9月18日に全てのPC版サーバーを統合、さらに2014年4月23日にPS3版のサーバーも統合した。PS Vita版もこのサーバーに共有されているが、PC/PS3とPS Vitaでは入ることができるワールドに違いがある[注 4]。2017年5月24日に上述したPS3/PS Vita/PS4専用のサーバー2と統合されている[7]。2018年8月1日には旧・サーバー4とサーバーW1のPC版も統合されている。2019年12月18日にサービスが終了となったため、サーバーの運用が終了した。

### 過去に運用されていたサーバー
以前はPC版やXbox 360版では複数のサーバーが存在しており、現在でもログイン時の操作の中にはサーバーの選択が含まれている。この機能はPS Vita版の先行体験テストの際にはPC版とPS3版では正式サービスと先行体験テストのどちらにログインするかを選択するという形で使用された。
以下は過去に存在していたサーバー。これらのサーバーでプレーしていたプレイヤーのデータは統合時に各存続サーバーに移行されている。
- サーバー2 - PC版のサーバー。オープンβ2テスト期間中の2007年6月29日より追加。2013年9月18日にサーバー1に統合されたため、現在は運用されていない。
- サーバー3 - PC版のサーバー。サーバー2と同じく、オープンβ2テスト期間中同日より追加。2013年9月18日にサーバー1に統合されたため、現在は運用されていない。
- サーバー4 - Xbox 360版、および同ハードのセーブデータを連動させたPC版[6]のサーバー。クローズドβテスト期間中の2010年5月13日より追加（ただしクローズドβ時代のデータは消去されており、現在保存されているデータはオープンβ以降のもの）。2011年3月30日にサーバー5を統合。2018年8月1日をもってPC版はサーバー1に統合され、XBOX 360版はサービス終了となったため、現在は運用されていない。
- サーバー5 - Xbox 360版のサーバー。オープンβテスト期間中の2010年6月24日より追加。2011年3月30日にサーバー4に統合されたため、現在は運用されていない。
- サーバーP1 - PS3版のサーバー。同機種の先行体験テストより追加（ただしクローズドβ終了時に一度データは消去されている）。2014年4月23日にPC版のサーバーに統合されたため、現在は運用されていない。
- サーバーW1 - Wii U版、および同ハードのセーブデータを連動させたPC版[6]のサーバー。同機種の先行体験テストより追加（現在保存されているのはオープンβ以降のもの）。2018年8月1日をもってPC版はサーバー1に統合され、XBOX 360版はサービス終了となったため、現在は運用されていない。
- サーバー2(PS4/PS3/PS Vita専用) - 2016年11月26日から2017年5月24日まで運用されていた、PS4/PS3/PS Vita専用サーバー。2017年5月24日にサーバー1に統合されたため、現在は運用されていない。

この他、PS Vita版の先行体験テストの際にはテスト用の専用サーバーが用意されていた。
このサーバーには準備作業時点でのサーバー1のデータが複製され、PS3版プレイヤーのPS Vitaとのデータ共有や、PC/PS3とPS Vitaが混在した環境についてのテストも行われた。このサーバーはPS Vita版の先行体験テスト終了時に運用を停止しており、データもサーバー1にフィードバックされたりはしていない。ただし一定条件を満たしたことによる特典についてはサーバー1での当該アカウントに付与されている。
また、PS4版の先行体験テストの際にも専用のサーバーが用意されており、このサーバーには2016年10月12日のメンテナンス時点のサーバー1のデータが複製されていた。こちらもPS4版先行体験専用のサーバーであるが、一定の条件を満たしたことによる特典はPS4版の正式サービス開始後サーバー1の当該アカウントに付与されている。
2017年2月8日〜2月15日にも、同年1月25日現在のデータを複製したサーバー強化テスト用のサーバーが用意された。

## 沿革

### モンスターハンター フロンティア オンライン
- 正式運用前（Windows版）
  - 2007年2月1日〜2月15日 - 第1回クローズドβテスト
  - 2007年3月29日〜4月5日 - 第2回クローズドβテスト（3月1日開始の予定を延期）
  - 2007年5月10日〜5月21日 - クローズドβテストファイナル
  - 2007年6月21日 - オープンβ1テスト開始、同日オープンβ1テスト終了（サーバ負荷過大により一時的に休止）
  - 2007年6月25日〜6月27日 - テクニカルテスト
  - 2007年6月28日〜7月5日 - オープンβ2テスト（6月29日にサーバ増設）
- シーズン1.0
  - 2007年7月5日 - 正式運用開始（シーズン1.0）オリジナルモンスターヒプノック実装
  - 2007年7月25日 - リファインアップデート：各システムに機能などを追加
  - 2007年8月8日 - オリジナルモンスターヴォルガノス配信
  - 2007年9月5日 - 大型アップデート（シーズン1.5 “ティガレックス、咆哮”）ティガレックス実装(アカムトルムもこのアップデートで実装されていた)
  - 2007年10月3日 - リファインアップデート：エクストラコース・キャラクター追加サービスなど追加
  - 2007年11月7日 - リファインアップデート：新しい武器を31種追加
  - 2007年12月5日 - リファインアップデート：エクストラコースに新規サービス追加
- シーズン2.0
  - 2008年1月30日 - 大型アップデート（シーズン2.0 “エスピナス、覚醒”）オリジナルモンスターエスピナス実装
  - 2008年3月5日 - リファインアップデート：各システムのバランス調整
  - 2008年4月23日 - 大型アップデート（シーズン2.5 “狩人たちの祭典”）狩人祭イベント実装
- シーズン3.0
  - 2008年7月2日 - 大型アップデート（シーズン3.0 “変幻、アクラ・ヴァシム”）オリジナルモンスターアクラ・ヴァシム実装
  - 2008年9月3日 - 大型アップデート（シーズン3.5 “狩人たる証”）アクラ・ヴァシム亜種アクラ・ジェビア実装
  - 2008年11月26日 - ハンゲーム（現・ハンゲ）でのサービス開始
- シーズン4.0
  - 2008年12月17日 - 大型アップデート（シーズン4.0 “雷臨、ベルキュロス”）新フィールド峡谷・オリジナルモンスターベルキュロス実装
  - 2009年2月4日 - リファインアップデート：新しい武器・防具を追加
- シーズン5.0
  - 2009年4月8日 - 大型アップデート（シーズン5.0 “新たなる挑戦、パローネ”）オリジナルモンスターパリアプリア実装。ドンドルマの街を廃止、メゼポルタ広場に統一し、改装。パローネキャラバン実装
  - 2009年6月17日 - 大型アップデート（シーズン5.5 “未来への絆、頼狩人（ラスタ）”）タイトルロゴを刷新。ラスタ（頼狩人）システム実装
- シーズン6.0
  - 2009年9月16日 - 大型アップデート（シーズン6.0 “双牙、オルガロン”）オリジナルモンスターオルガロン実装
- シーズン7.0
  - 2009年12月9日 - 大型アップデート（シーズン7.0 “絶島主、ラヴィエンテ”）新フィールド絶島・オリジナルモンスターラヴィエンテ・大討伐システム実装
- シーズン8.0
  - 2010年4月21日 - 大型アップデート（シーズン8.0 “氷撃、デュラガウア”）オリジナルモンスターデュラガウア・秘伝書システム実装
  - 2010年5月13日〜5月27日 - Xbox 360版クローズドβテスト実施（Windows版に先駆け、シーズン8.5が体験できた[注 7]）
  - 2010年6月22日 - 大型アップデート（シーズン8.5 “白銀に舞う冥雷”）ベルキュロス亜種ドラギュロス実装
  - 2010年6月24日〜7月7日 - Xbox 360版オープンβテスト実施。
  - 2010年7月7日 -  Xbox 360版正式運用開始。
- シーズン9.0
  - 2010年9月29日 - 大型アップデート（シーズン9.0 “瀑突、グレンゼブル”）新フィールド高地・オリジナルモンスターグレンゼブル実装
- シーズン10
  - 2011年1月26日 - 大型アップデート（シーズン10 “新たなる技の境地”）全武器種の追加アクション・新フィールド新大闘技場実装
  - 2011年3月30日 - Xbox 360版のサーバー4・5を統合。
- フォワード.1
  - 2011年4月20日 - 大型アップデート（フォワード.1 “襲来、双極の脅威”）タイトルのナンバリングルールとタイトルロゴを刷新。新フィールド迎撃拠点・オリジナルモンスタールコディオラ実装。また、メゼポルタ広場のリニューアルを実施。
  - 2011年6月29日 - リファインアップデート（“覚醒! ラヴィエンテ狂暴期!”）大討伐クエストリニューアル・グーク実装
- フォワード.2
  - 2011年9月28日 - 大型アップデート（フォワード.2 “跳影、熱帯の猛き眷族”）新フィールド潮島・オリジナルモンスターゴゴモア・ホルクシステム実装
- フォワード.3
  - 2012年2月1日 - 大型アップデート（フォワード.3 “未知なる系譜、獣竜種”）オリジナルモンスターアビオルグ実装
  - 2012年3月21日 - 潮島新エリア・オリジナルモンスタータイクンザムザ配信。この週は狩人祭の勝ち組クエストとして勝ち組に所属していた猟団のメンバーに先行配信。
  - 2012年3月28日 - タイクンザムザおよび潮島新エリアが一般解禁。
- フォワード.4
  - 2012年5月23日 - 大型アップデート（フォワード.4 “荒天貫く閃晶の瞬き”）オリジナルモンスタークアルセプス実装
  - 2012年8月1日 - リファインアップデート 天嵐武器・天嵐防具を実装
  - 2012年9月19日 - 9月26日までの間、覇種UNKNOWNを先行配信
- フォワード.5
  - 2012年10月17日 - 大型アップデート（フォワード.5 “砂漠に浮かぶ紅の楼閣”）オリジナルモンスターオディバトラス実装

### モンスターハンター フロンティアG
- MHF-G1
  - 2013年4月17日 - 大型アップデートにより正式サービス開始（G1）新フィールド極海など、オリジナルのG級モンスターを順次実装。メゼポルタ広場のリニューアルなども実施。他にも様々なリファインを実施。
  - 2013年5月22日 - 問い合わせの多い問題点を大幅修正。GRP必要量の緩和・一部モンスターの登場ランク修正・クエスト参加条件の修正・GR4実装・不具合修正。
- MHF-G2
  - 2013年7月10日 - 大型アップデート（G2）オリジナルモンスターゴウガルフ実装、G1で発表はされていたが配信されなかったモンスターも順次配信。
  - 2013年9月18日 - PC版のサーバー1〜3を統合。報酬ブースト実装などのリファインアップデート(表記変更なし)も実施。
  - 2013年10月1日〜10月7日 - PS3版先行体験テスト実施。
- MHF-G3
  - 2013年10月16日 - 大型アップデート（G3）オリジナルモンスターバルラガル・新コンテンツ歌姫実装。
  - 2013年11月5日〜11月11日 - Wii U版先行体験テスト実施。
  - 2013年11月13日 - リファインアップデート（表記変更なし） HR30/40公式狩猟試験の内容変更や、課金アイテムの受け取り方法変更など。
  - 2013年11月20日 - オリジナルモンスターゼルレウス配信。
  - 2013年11月20日〜11月27日 - PS3版オープンβテスト実施。
  - 2013年11月27日 - PS3版正式運用開始。
  - 2013年12月11日〜12月18日 - Wii U版オープンβテスト実施。
  - 2013年12月18日 - Wii U版正式運用開始。リファインアップデート（G3.1）パートナーシステム実装。
  - 2014年2月5日 - リファインアップデート（G3.2）オリジナルモンスターメラギナス実装。
- MHF-GG(ダブルジー)
  - 2014年4月23日 - 大型アップデート（GG）新武器種穿龍棍・オリジナルモンスターフォロクルル、ウルキー・新フィールド花畑、火口深部実装。PC版とPS3版のサーバーを統合。
  - 2014年5月14日 - オリジナルモンスターディオレックス実装。
  - 2014年7月2日〜7月7日 - PS Vita版クローズドβテスト実施。
- MHF-G5
  - 2014年7月23日 - 大型アップデート（G5）オリジナルモンスターイナガミ・新フィールド竹林奥部・パートニャーシステム実装。
  - 2014年8月13日 - オリジナルモンスターガルバダオラ配信。
  - 2014年8月13日〜8月20日 - PS Vita版オープンβテスト実施。
  - 2014年8月20日 - PS Vita版正式運用開始。リファインアップデート（G5.1） 至天征伐戦開始（実装されたモンスターはディスフィロア）。
  - 2014年9月24日 - リファインアップデート（G5.2） 至天征伐戦のUNKNOWNを実装。
- MHF-G6
  - 2014年11月19日 - 大型アップデート（G6）オリジナルモンスターポボルバルム実装。
  - 2014年12月10日 - Windows高画質版「High Grade Edition」（ハイグレードエディション）実装、トライアルコース制限内容の緩和。
  - 2014年12月17日 - 新コンテンツ天廊遠征録、オリジナルモンスタードゥレムディラ配信。
  - 2015年2月18日 - リファインアップデート（G6.1）、オリジナルモンスターヴァルサブロス実装。
- MHF-G7
  - 2015年4月15日 - 大型アップデート（G7）、オリジナルモンスターハルドメルグ、超越秘儀システム実装。
  - 2015年5月20日 - オリジナルモンスターグレアドモス実装。
- MHF-G8
  - 2015年7月22日 - 大型アップデート（G8）。オリジナルモンスターガスラバズラ・遷悠モンスタージンオウガ実装。ジンオウガは最初1週間はパッケージ早期購入特典および直前の体験会参加特典限定のクエストとして配信（このクエスト自体は2016年4月27日まで配信）。
  - 2015年7月29日 - ジンオウガ一般解禁。
  - 2015年8月5日 - DMM.comでのサービス開始。
  - 2015年8月19日 - 遷悠モンスターイビルジョー配信。
  - 2015年9月9日[8] - オリジナルモンスターヤマクライ配信。
  - 2015年10月14日 - リファインアップデート（G8.1）。遷悠モンスターブラキディオス実装。
- MHF-G9
  - 2015年11月18日 - 大型アップデート（G9）。ラヴィエンテ猛狂期（G級ラヴィエンテ）やオリジナルモンスタートリドクレス実装、HR16/40公式狩猟試験廃止、など。トリドクレスは翌週25日より配信。
  - 2015年12月16日 - 遷悠モンスターベリオロス配信。
  - 2016年2月3日 - リファインアップデート（G9.1）。オリジナルモンスタートア・テスカトラ実装。
  - 2016年3月17日 - リファインアップデート。G級以前の武具における強化素材の緩和（レベルアップ素材は最近の作品と同様の各種鎧玉になる、など）。
- MHF-G10
  - 2016年4月21日 - 大型アップデート（G10）。新武器種スラッシュアックスF、オリジナルモンスターグァンゾルム・エギュラス、新フィールド雲見砦を実装。G級以前におけるシステムを大規模刷新。
  - 2016年7月13日 - リファインアップデート（G10.1）。オリジナルモンスターヴォージャンや遷悠種ジンオウガ亜種実装など。
  - 2016年10月19日〜10月24日 - PS4版クローズドβテスト実施。

### モンスターハンター フロンティアZ
MHF-Z以降は今までのようなシーズン番号の表記を行わないとのこと。この理由として、数字が増えていく形になると新規ユーザーが入りづらくなることが挙げられている。
- MHF-Z
  - 2016年11月9日 - 大型アップデート。新スタイル極ノ型、辿異種実装。
  - 2016年11月22日 - PS4版正式運用開始、オリジナルモンスターゼナセリス、新フィールド彩の滝実装、天廊遠征録配信再開。
  - 2016年11月26日 - ログインサーバーの負荷対策としてPS4/PS3/PS Vita専用サーバー2を急遽増設[5]。
  - 2016年12月21日 - 遷悠種ゴア・マガラ配信開始。
  - 2017年2月1日 - 中間アップデート実施。オリジナルモンスターケオアルボル実装など[10]。
  - 2017年4月19日 - 中間アップデート実施。遷悠種シャガルマガラ実装など。
  - 2017年5月24日 - サーバー1、サーバー2の統合作業実施。
  - 2017年7月5日 - 正式サービス開始10周年。10周年記念大型アップデート実施。オリジナルモンスターエルゼリオン、常設コンテンツ狩煉道実装など。
  - 2017年11月1日 - 中間アップデート実施。遷悠種アマツマガツチ実装など。
  - 2018年8月1日 - Xbox 360とWii Uにおけるサービスを終了。
  - 2018年9月26日 - 大型アップデート（ZZ）新武器種マグネットスパイク・オリジナルモンスターボガバドルム実装など。
  - 2019年6月19日 - 全プラットフォームでのサービスを2019年12月18日をもって終了することを発表[11]。
  - 2019年12月18日 - 予定通り全プラットフォームでのサービスを終了。

## 課金方式
カプコンオンラインゲームズ（COG、旧ダレット、PC・PS3・Wii U・PS Vita版を運営）は「CAP」、ハンゲ（PC版）は「ハンコイン」という通貨になる。それぞれ1円=1CAP/ハンコイン1円で計算される。
Xbox 360版は「マイクロソフトポイント」の表記だったが、2013年8月26日の本体のシステムアップデートで現地通貨表記（日本国内は「円」）に変更になった。
2015年8月よりサービスを開始したDMM.com（PC版）は「DMMポイント」という通貨になる。こちらも1ポイント=1円で計算される。
ここまでに挙げた全プラットホームにおいて継続コースの月額料金は全機種共通だが、Xbox 360版は初回から30日分となるのに対し、PC版・PS3版・Wii U版・PS Vita版は初回は60日分（初回のみ倍額となる）で3ヶ月目以降は30日分となる。
PS4版はやや特殊で、PS3版やPS Vita版で利用しているCOG経由での課金が利用可能な他、PS4版でのみ利用可能なものがPlayStation Storeで販売されるという形になっている。PS4専用の課金についてはPlayStation Networkアカウントのチャージを利用し、継続コースについてもクレジットカードからの引き落としではなく30日ごと（Xbox 360版と同様に初回から30日分となる）にPlayStation Storeのウォレットから引き落とされる形となる。
Xbox 360とWii U版にて「アカウント連携」を行い、PCでプレイする場合は、2018年2月まではハンターライフコースが自動付与される。
基本プレイ
- トライアルコース - 無料プレイの状態。2014年12月10日よりHR99（G10以降HR4）までのコンテンツの大半についてはハンターライフコースは必須ではなくなっている。
- ハンターライフコース - 有効期間は30日間・60日間・90日間と、30日ごとにクレジットカードからの引き落とし（PS4版限定のものに限りPlayStation Storeでの定期サービス）となる継続コースがある。

オプション
- エクストラコース - 有効期間は30日間、継続コースあり。ゲーム内で様々なサービスを受けられるコース。
- プレミアムコース - 有効時間は78時間。ゼニー（ゲーム内通貨）およびHRP/GRP/GSRP(経験値)がたくさん入手できる専用クエストが特別に受注可能で、通常クエストにおいても得られる全てのHRP（SRP）とゼニーが2倍になる。2012年2月1日より「パローネコース」と統合され、旧パローネコースの特典も得られるようになった（旧パローネコースの一部の特典は2013年4月のMHF-Gアップデートよりエクストラコースに移行されたが、10月のG3アップデートまでの間は移行期間として双方で提供されていた）。
- アシストコース - 有効時間は78時間。レジェンドラスタ（NPC）を連れ、狩りができる。常に激運状態、レジェンドプーギーと呼ばれる特別なプーギーがクエスト中に出現する、などの特典もある。
- 秘伝書コース 有効時間は78時間。主にHR5以上の秘伝書を装備したハンターが特別な恩恵を得られる。また、秘伝書コースの購入者特典もついてきている。
- Nコース（PC版を除く） - 有効時間は16時間。後述の公認ネットカフェでのプレイ相当の特典が一部を除いて得られる。当初の有効時間は5時間だったが、メンテナンス時にも時間が消費されることを考慮する形で2012年2月1日より9時間に拡大（名目上は5時間のまま）、さらに2014年4月2日の価格改定に伴い16時間（名目上は10時間）に拡大された。
- 狩人応援コース - 有効時間は78時間。MHFの「フォワード応援コース」を刷新したもので、MHF-Gより販売開始。G10.1よりプレミアムコースの効果も追加される。
- キャラクター追加 - キャラクターを1アカウント当たり11体まで追加できる（購入可能な追加枠は10個）。購入後は追加課金無し（2体でも3体でも基本料金は変化しない）。
- ボックス拡張サービス - HR・GRの上昇に伴うものとは別に、アイテムボックス・装備ボックス共に1キャラクター当たり5ページまで追加可能（購入は1ページ単位）。

過去に販売されていたオプション
- パローネコース - 有効時間は72時間。パローネ＝キャラバンにおいて特別な恩恵を得られる。2012年2月1日に「プレミアムコース」と統合されたため当コースは販売が終了した。
- フォワード応援コース - 有効時間は76時間。アシストコース・秘伝書コースの特典に加え、その他狩猟やHR・SR上げが優位になる独自の特典も得られる。ただし秘伝書コースには付属していた特典アイテムは付属しない。2013年4月17日（MHF-G稼働日）までの期間限定とされていたが、以後も「狩人応援コース」と改称されて提供は継続されている。

アイテム販売
- プレミアムキットシリーズ - 一定額を支払うと装備一式の生産に必要なチケットが手に入る（過去のパッケージ特典の再発売であるパッケージキットと、最初からプレミアムキットとしてリリースされたオリジナルキットの2種類が存在する）。
- ハリセンネコのきんぴか小判G - 2015年6月24日より販売開始。武具工房にいる「ハリセンネコ」から引けるくじなどに利用できる。くじではレアアイテムや従来のブースターパックの生産券などが入手でき、アイテムのラインナップは一定期間で入れ替わる。なお実際のアイテムではなくアカウント情報に記録される。
- G強化券 10枚セット/20枚セット - プレミアムキットなどで手に入る課金武具をG級に強化派生するときに必要なアイテムである「G強化券」が手に入る。
- スキルカフP・PIIセット、GスキルカフPセット - マイトレプーギーに装着できるプーギー服専用装飾品「スキルカフP」の生産券。Aランク1枚・Bランク2枚・Cランク5枚のセット。
- ガイド娘のお助けパック - ゲーム内消費アイテムが手に入る。
- マイトレプーギー服 - マイトレプーギーに着せることができる服。スキルカフPの利用に必須。
- イメチェンサービス - ハンターのインナー・フェイス・ボイスが変更できる。

過去に販売されていたアイテムパック
- ターボパック - 形式はブースターパックと同様だが、2012年6月27日のブースターパックリニューアルに伴い販売が終了した。
- ブースターパック、ブースターパックG - ガチャポンのようにランダムに武器や防具の生産チケット（武器一種類または防具一箇所など）が手に入る形式。2012年6月27日にリニューアルされた他、販売名に"G"の付いたもの（これによる武具は当初からG級武器およびG級狩護防具への強化まで考慮されて実装されている）も存在する。2014年8月6日に販売が終了し、以後は「ハリセンネコのきんぴか小判」で手に入る形式に変更された。
- ハリセンネコのきんぴか小判 - 2014年7月25日〜2015年6月17日の間販売されていた、「ハリセンネコ」から引けるくじの引換券の旧バージョン。この当時はアイテムとして付与されており、同一アカウント内の複数キャラクターで共有したい場合はエクストラコースの宅配ボックスでやり取りする必要があった。

ネットカフェ
ネットカフェの利用料金を払えば、公認店舗であれば上記の「ハンターライフコース」「エクストラコース」「アシストコース」が無料で付与された状態でプレイ可能で、入手できるHRP（SRP）とゼニーが3倍、Nポイントが5分で4ポイント手に入る、限定武器・防具の生産券が手に入るなどの特典が付加される。
Xbox 360版に於いても2010年12月より前述の「Nコース」にて特典が得られるようになったが、Nコースでは「アシストコース」は無料で付与されない、Nポイントが1回の購入で240ポイントの固定値である、などの相違点がある。PS3版・Wii U版・PS4版もXbox 360版同様Nコースで特典が得られる。
PS Vita版はVita版対応公認ネットカフェ店頭でPC版と同様のサービスが受けられる他、他の場所でもNコースでXbox 360版などと同様の特典が得られる。

## スタッフ
- 名誉プロデューサー：砂野元気（2019年12月 - ）
- プロデューサー：小野義徳 → 杉浦一徳（フォワード.4 - ） → 宮下輝樹（G6 - ）
- 運営プロデューサー：杉浦一徳（フォワード.3まで） → 関野亮央（GG末期[注 18] - G10頃[注 19]）
- アシスタントプロデューサー：宮下輝樹（フォワード.4 - フォワード.5） → 関野亮央（G3 - GG末期）→ 砂野元気（2017年6月 - 2019年12月）

## 主題歌
テーマソング「セクレアール」
作詞：夏海 / 作曲・編曲：solaya / 歌：坂本真綾

## 新要素

### 新モンスター
MHFではアップデートごとに新しいモンスターが追加されている。基本的にはMHFが初出となるが、シーズン1.5では『モンスターハンターポータブル 2nd』より轟竜ティガレックスと覇竜アカムトルムが移植されている。
MHFオリジナルモンスターは1シーズンにつき大型モンスター（超大型モンスターであったシーズンもある）1〜2種が実装されるが、シーズン10では新規のモンスターは実装されていない。.5表記のアップデートで亜種や希少種となるものが実装されたものもある。
G1〜G2の追加分（ゴウガルフを除く）とゼナセリス、ケオアルボル、エルゼリオンはG級以前の段階では登場しない。また、G1以降シーズンごとに既存モンスターの内数種がG級にも対応するようになっており、中には同タイミングで特異個体が実装されハードコアクエストに対応するようになったものもある。MHF-Zからは既存モンスターの内数種に辿異種が実装されている。
シーズンごとの新モンスターは以下の通り。
- シーズン1.0 - 眠鳥ヒプノック、溶岩竜ヴォルガノス
- シーズン1.5 - ヒプノック繁殖期（蒼眠鳥とも表記される、ヒプノックの亜種）、ヴォルガノス亜種（紅溶岩流とも表記される）
- シーズン2.0 - 棘竜エスピナス
- シーズン2.5 - エスピナス亜種（棘茶竜とも表記される）
- シーズン3.0 - 尾晶蠍アクラ・ヴァシム、ヒプノック希少種（蒼白眠鳥とも表記される）
- シーズン3.5 - 灰晶蠍アクラ・ジェビア（アクラ・ヴァシムの亜種）
- シーズン4.0 - 舞雷竜ベルキュロス
- シーズン5.0 - 呑竜パリアプリア
- シーズン5.5 - エスピナス希少種（棘白竜とも表記される）
- シーズン6.0 - 響狼オルガロン（雄個体はカム・オルガロン、雌個体はノノ・オルガロンと呼ばれており、単に響狼と呼んだ場合カム・オルガロンのみを指すこともある〈ノノ・オルガロンの別表記は「雌響狼」〉）
- シーズン7.0 - 大巖竜ラヴィエンテ
- シーズン8.0 - 氷狐竜デュラガウア
- シーズン8.5 - 冥雷竜ドラギュロス（ベルキュロスの亜種）
- シーズン9.0 - 蛮竜グレンゼブル、小型モンスターとしてエルペおよびブルック
- フォワード.1 - 極龍ルコディオラ(初のMHFオリジナル古龍)、UNKNOWN（素材では「飛竜」と、武器においては「刻竜」と表記される。また、G5.2以降至天征伐戦でも登場）、ラヴィエンテ狂暴期
- フォワード.2 - 跳緋獣ゴゴモア
- フォワード.3 - 獰竜アビオルグ、多殻蟹タイクンザムザ
- フォワード.4 - 晶竜クアルセプス
- フォワード.5 - 弩岩竜オディバトラス、アルガノスおよびゴルガノス（ヴォルガノスがベースの覇種限定モンスター。前者は白銀魚竜、後者は黄金魚竜とも表記されている）
- G1 - 天翔龍シャンティエン（極限征伐戦）、凍海獣ポカラドン、傾雷鳥ファルノック、針纏竜ヒュジキキ、爆狼ミドガロン
- G2 - 赤闘獣ロロ・ゴウガルフ、青闘獣レイ・ゴウガルフ、氷獰竜ギアオルグ、暴鋸竜アノルパティス、雷極龍レビディオラ、黒狐竜ミ・ル（G級UNKNOWN）、熾凍龍ディスフィロア（極限征伐戦、G5.1以降至天征伐戦でも登場）
- G3 - 喰血竜バルラガル、輝界竜ゼルレウス、黒穿竜メラギナス（G3.2〜、G級では烈種）
- GG - 華鳳鳥フォロクルル、雷轟竜ディオレックス（G級では烈種）、NPCキャラクター（狩猟対象ではなく、逆にターゲットのモンスターに対して微力ながら攻撃を行う）としてウルキー
- G5 - 雅翁龍イナガミ、金塵龍ガルバダオラ(G級では烈種)
- G6 - 創音竜ポボルバルム、天廊の番人ドゥレムディラ、炎角竜ヴァルサブロス（G6.1、G級では烈種）
- G7 - 司銀龍ハルドメルグ、水砦竜グレアドモス（G級では始種）
- G8 - 怒貌竜ガスラバズラ、浮峰龍ヤマクライ（G級では始種）、小型モンスターとしてクスバミ
- G9 - ラヴィエンテ猛狂期、照雷鳥トリドクレス、凍王龍トア・テスカトラ（G9.1、G級では始種）
- G10 - 帝征龍グァンゾルムおよびその従者的な小型モンスターである衛蛇竜エギュラス 、紅蓮獅子ヴォージャン（G10.1、G級では始種）
- Z - 裂水竜ゼナセリス（G級のみでの登場）、焔嶽龍ケオアルボル（2017年2月中間アップデート、G級のみでの登場）
- 10周年記念大型アップデート - 灼零龍エルゼリオン（G級のみでの登場）
- ZZ - 爆霧竜ボガバドルム（辿異クエストでのみ登場）

なお、G1以降の一部追加モンスターは既存モンスターと関連の深い存在となっている。
- 亜種に近い存在とされているもの
  - ミドガロン - カム・オルガロン[注 22]
  - ギアオルグ - アビオルグ
  - レビディオラ - ルコディオラ
  - ガルバダオラ - クシャルダオラ
- 新種という位置づけになっているもの - G級が烈種となっているものにこの傾向が見られる。
  - ゼルレウス - リオレウス
  - メラギナス - エスピナス
  - ディオレックス - ティガレックス
  - ヴァルサブロス - ディアブロス
- 関連が深いとされているもの - G級が始種となっているものに多い
  - グレアドモス - グラビモス
  - ヤマクライ - ヤマツカミ
  - トア・テスカトラ - テオ・テスカトル、ナナ・テスカトリ
  - ヴォージャン - ラージャン

### 新フィールド
新しいフィールドが追加されたシーズンも存在する。
- 通常フィールド
  - シーズン1.0 - 樹海[注 23]
  - シーズン4.0 - 峡谷
  - シーズン9.0 - 高地
  - フォワード.1 - 迎撃拠点
  - フォワード.2 - 潮島
  - G1 - 極海
  - GG - 花畑
  - G8 - 白湖
  - Z1 - 彩の滝
- 闘技場型フィールド
  - シーズン3.0 - 樹海頂部
  - シーズン10 - 新大闘技場
  - G1 - 大型探査船、最果ての地[注 24]
  - GG - 火口深部
  - G5 - 竹林奥部
  - G10 - 雲見砦
  - Z - 禁足地(2017年4月中間アップデート)[注 25]
  - 10周年記念大型アップデート - 砦跡、霊峰（2017年11月中間アップデート）[注 26]
  - ZZ - 古跡

### 独自のカテゴリ
G9.1までの仕様においてはHR（ハンターランク）1〜30を下位・HR31〜99を上位・HR100〜999を凄腕と分類しており、凄腕ランク帯にはさらにいくつかのサブカテゴリが存在していた。G10以降はそれぞれHR1〜2（下位）・HR3〜4（上位）・HR5〜7（凄腕）という分類になっている。凄腕のさらに上にG級が存在するが、それについてはG級全体の説明として後述。
以下は凄腕ランク帯におけるMHF独自のカテゴライズに対する説明である。G級でのカテゴライズについては後述。
変種モンスター・奇種モンスター
HR5以上になると受注・参加できるモンスター。
変種はシーズン2.0、奇種はフォワード.4より登場。
変種は通常種、奇種は亜種と同じ外見となっているが、肉質、有効な属性、攻撃力や体力に違いが見られ、モンスターを狩猟することにより得られる素材もHR4以下のクエストに登場するものと異なる。
変種・奇種や後述の剛種はクエストのランク帯による分類であり、後述の個体バリエーションとは別の設定である（ただし「剛種かつ若個体or激個体」という設定のクエストは確認されていない）。
剛種モンスター
古龍種およびシーズン4.0以降の新規モンスターにおける、HR5以降の個体。元々はシーズン3.5以降登場していた古龍種の変種を、シーズン4.0で古龍種以外にも拡大したもの。
攻撃力が総じて高く、攻撃パターンが剛種にしかない特殊なものが多い。
クリアすると狩猟したモンスターの素材のほかにクエスト報酬で「討伐の証」が手に入り、集めることにより「剛種武器」（フォワード.1からは剛種防具も実装）が作成・強化できるようになる。
フォワード.5以降、G級以前でも登場する新規オリジナルモンスターはこの剛種が初登場ランクとなっている。
覇種モンスター
剛種や後述の特異個体のさらに上を行く攻撃力を持つモンスター。フォワード.4でUNKNOWNが先行登場し、フォワード.5で正式に追加された。
受注・参加条件はHR6以上。
それまでのランク帯でも登場するモンスターのうち覇種に対応しているのはオディバトラス、UNKNOWN、パリアプリア、ドラギュロス、テオ・テスカトルの5種。この他に、覇種限定モンスターとしてアルガノスとゴルガノスが存在する(アルガノスとゴルガノスは同時に出現する2頭クエストとなる)。
遷悠種
G8以降「MH3以降のモンスターが最近メゼポルタでも確認されるようになった」という設定の下に追加されるモンスター。
クエストの受注ランクはHR5〜とGR100〜（2017年4月のアップデートまではGR500〜）の2つがある。
G8では「雷狼竜ジンオウガ」「恐暴竜イビルジョー」が順次、G8.1で「砕竜ブラキディオス」が登場。
G9では「氷牙竜ベリオロス」「爆鎚竜ウラガンキン」が、G10では「迅竜ナルガクルガ」、G10.1で「獄狼竜ジンオウガ亜種」が追加された。
Zでは「黒蝕竜ゴア・マガラ」が、2017年4月のアップデートで「天廻龍シャガルマガラ」が追加された。
2017年11月のアップデートでは「嵐龍アマツマガツチ」、2018年4月のアップデートでは「千刃竜セルレギオス」が追加された。

### クエストの分類
G級以前における基本的なクエストである「ハンターズクエスト」の他に、様々な分類のクエストが存在する。これらのクエストの中には、「期間限定クエスト」「特別クエスト」「オーダークエスト」といった親カテゴリに収納されているものもある。
イベントクエスト
不定期で入れ替わる期間限定クエスト。現実世界の出来事（クリスマスなど）に呼応したイベントや、特定の素材が入手しやすいクエスト、通常よりも難度の高いクエストなどが配信される。なお、登場モンスターに遷悠種または辿異種が含まれている場合は、それぞれ対応したクエスト枠にて配信される。
遷悠クエスト
HR5より受注可能な、ジンオウガやナルガクルガなどの「遷悠種」との狩猟が行えるクエスト。
遷悠クエストでは使用するとモンスターから受けるダメージを大幅軽減する「元気のみなもと」が使用できない。
G10.1までは独自の報酬システムとして「毎日特典として一定回数は基本報酬枠が10個で固定になるが（狩人応援コース特典で回数無制限にすることは可能）、その回数をこなした後は基本報酬枠が4枠から順次減少していく」というものがあったが、MHF-Zより通常のクエストと同様の仕様になった。
G級体験クエスト
HR5以降受注できるクエストで、G級専用武器種の「穿龍棍」「スラッシュアックスF」「マグネットスパイク」や、G級専用秘伝書スタイルの「極ノ型」を体験できる。一度クリアするとそのクエストは二度は受注できなくなる。
デイリークエスト
1日に決まった回数（通常1回）しか受注できない代わりに、通常よりも報酬面が優れているクエスト。G級のデイリークエストと受注可能回数が共有されている。
剛種クエスト
剛種モンスターを狩猟することが目的のクエスト。
MHF-G10以降はハンターズクエスト★5(HR5〜)枠に変種・奇種らとまとめられており、クエスト名に「剛」の文字が付くものが該当する（一部例外有）。
G9までは受注・参加に特定のクエストをクリアして入手する「剛種チケット」を要する仕様があったが、G9.1で廃止された。なお当初はクエスト出発時点でチケットは消費されていたが、シーズン9.0よりリタイアした場合はチケットが戻ってくる（クエスト成功/失敗時のみ消費する）ようになった。
当初は期間限定にのみ配置されており週替わりでの配信であったが、後に基本的な内容のクエストは常時配信されるようになり期間限定のものは部位破壊などで得られる特殊な部位の素材などの救済クエストとなった。G10以降は期間限定クエストの枠にあったものは廃止され、現在の仕様に改められた。
覇種クエスト
覇種が狩猟対象となるクエスト。
MHF-G10以降はハンターズクエスト★6(HR6〜)枠にまとめられているが、同枠は覇種モンスターしか存在しないため、実質★6がかつての覇種クエストとなっている。
撃退を目的としたクエスト（制限時間50分）と討伐を目的としたクエストの二種類があり、後者は制限時間が40分となっているが、20分経過後は一定以上のダメージを与えた状態になるとモンスターの方が撤退してしまい「撃退」という形での達成になってしまう。
なおフォワード.4で覇種UNKNOWNが先行配信された時には「元気のみなもと」を使用することができないという制限が存在していたが、フォワード.5での正式実装時には「元気のみなもとを使用していると討伐称号を獲得できず、また一部報酬枠が発生しなくなる」という仕様となっている。
元々はイベントクエストの枠に存在していたが、後に期間限定クエスト内に専用の枠が用意され、その後期間限定の枠内ではあるが6種類とも常時配信となっていた。G10以降はハンターズクエスト★6に移行され現在の形となった。なお、撃退クエストでは元気のみなもとを使うことによるペナルティはない。
プレミアムクエスト
「プレミアムコース」を利用している時のみプレイ可能なクエスト。
参加人数の影響を抑えるため、報酬ゼニーは換金可能なアイテムという形で獲得するのが特徴。
G10以降特別クエストの子カテゴリに移動している。
エクストラクエスト
「エクストラコース」利用時のみプレー可能なクエスト。クエストリストに黄色文字で表示されているのが特徴。
G9.1まではハンターズクエストの中に存在していた、採取ポイント1ヶ所当たりの採取可能回数が3倍の設定になっている「大採取シリーズ」が、G10以降特別クエストの子カテゴリ「エクストラクエスト」にまとめられている。
過去には期間限定枠のフロンティアクエストや剛種クエストにも、前週配信されたクエストの一部が大採取シリーズと同様に各枠のクエストリストに黄色文字で配置されていたことがあった。現在でもG級フロンティアクエストの一部がこの扱いとなっている。
VSクエスト
2チームが同じクエストをプレーし、メインターゲット達成までの時間を競うか、もしくは相手チームのメンバーを3回戦闘不能に追い込む形で勝敗を競うクエスト。
特別なアイテムを使用することで、相手側のフィールド上にプレイヤーの行動を妨害するなどの罠を設置することができる。
公認ネットカフェなどでトーナメント形式のイベントが開催されることがある。
狩猟技クエスト
内容は新大闘技場での討伐クエストだが、部位破壊などで得られる貢献ポイントを競う競技的な側面が用意されたもの。
一部NPCの同行が不可能だったりなど競技としての公平性を目的とした制限が発生する一方、新大闘技場に4ヶ所存在するポイントから各プレイヤーだけが入手可能なアイテムが出現し他プレイヤーへの妨害行為（モドレ玉でベースキャンプに送る、など）などを行うことも可能。
一定回数クリアすることで、「狩猟技演習」という形でハンターズクエストなどに同様の条件を設定することが可能になる（ただしこの場合は特殊アイテムは出現せず純粋な貢献度勝負となる）。
G装飾品クエスト
「○○珠G」という名称の装飾品を生産できる特別な原珠を入手できるクエスト。
元々シーズン10以降新登場の特異個体の体験クエストを脈動・衝撃・戦慄といったクエスト名で配信することがG9.1まで行われていたのだが、G2以降過去のそのタイプのクエストを秘伝書装備時に初めて個体を選択可能なクエストとして常設に移行する形で実装されたものである。
G1では変種討伐で2〜3種類の原珠がランダムで入手可能なクエストが配信されていたが（当時は「装飾品Gクエスト」とカテゴリ名も若干異なる）、こちらはG3で廃止されている。
武器防具入手クエスト（旧称：特殊素材クエスト）
クエスト報酬で特別な武具の生産・強化素材が入手できるクエストの内、季節などの関係しない常設タイプのもの。
ギルド指定クエスト、緊急クエスト(HR)
G10でG級以前のシステムが抜本的に改新され、各ランクごとに所定のギルド指定クエストを達成することで発生する緊急クエストの達成でハンターランクが上がる形になった。
ギルド指定クエストはクエストリストにマークを付けて各ランクのクエストリストの筆頭に表示されているため、昇格条件となるクエストがわかりやすくなっている。
なおG9.1まで存在していた公式狩猟試験とは無関係ではあるが（HR1の緊急クエストではアビオルグを狩猟する、など）、HR2における緊急クエストのターゲットはG3〜G9.1までにおけるHR30公式狩猟試験から引き続きエスピナスとなっている。
以下はMHF-G10のクエストリスト再編にて廃止されたもの。
HRP/Zシフトクエスト
2007年11月7日よりハンターズクエストに追加されたカテゴリ。G3で廃止された。
クエストの成功報酬がハンターランクポイント（経験値）とゼニー（報酬金額）のどちらかが多い方を選ぶことができた。
フロンティアクエスト
週替わりで配信されるクエスト。現在のイベントクエストの内、季節系を除くものがこの枠で配信されていた。
G10以降G級以前の分類においてはこの枠は廃止されたが、G級には引き続き存在している。
スペシャルクエスト
モンスターの強さ設定が通常より強力になっている替わりに、獲得可能なゼニーが多めの設定になっているクエスト。
大きく分けると基本報酬のゼニーが高額の逆襲シリーズと、報酬の素材に「金のたまご」「銀のたまご」が含まれる金銀卵シリーズの2種類。前者はパーティーの人数や課金などのブースト効果、クエスト中の死亡回数が実際に獲得するゼニーに与える影響が大きく、後者は換金可能なアイテムという形で獲得するためそれらの影響が小さい。
どちらのシリーズもG10で廃止されているが、G級でも逆襲シリーズと銘打ったクエストが存在しておりこちらはG10以降も存続している。
剛種適性試験
剛種クエストへの参加のために必要な「剛種チケット」を入手するためのクエスト。
使用可能な武器がSP武器に限定されるという特徴が存在する。
当初は剛種適性試験という名称はなく特に装備の制限も存在していない別のシリーズのクエストが存在していたが、それが原因で「新規プレイヤーなど、十分な武器を持っていないプレイヤーが剛種チケットを集めづらい」という問題が発生したため、装備可能な武器を限定する形にしたのが実装経緯であるとのこと。
G9.1で剛種チケットは廃止されたが、クエスト自体は2016年3月17日まで配信された。余った剛種チケットは、G9.1以降総合ショップで1枚につきギルド貢献ポイント10ポイントと交換可能。

### 秘伝書システム
シーズン8.0で実装された、武器種ごとに一部動作を変更することなどが可能なシステム。G10以降（および、2017年4月アップデート以降）とそれまでで大きく違うため、各時点での仕様を列挙する。
- 2017年4月以降の仕様
  - HR5に昇格すると、ギルドマスターから11個の武器種の秘伝書をまとめて取得できる。
  - クエストの受注・参加条件はHRによって決まるが、既存のクエストも一部を除いてハードコアクエスト(HC)にする選択肢が追加される。
  - 秘伝書を装備すると新たなスタイルとして「天ノ型」と「嵐ノ型」を選択できるようになり、G級昇格後はそれに加えて「極ノ型」を選択可能になる。従来の（HR4までの）スタイルは「地ノ型」という。
    - 基本11武器種については、「地ノ型」→「天ノ型」→「嵐ノ型」で順次一部の動作が差し替えられる形の変化がある。また差し替えではなく純粋に追加される動作があるものもある。穿龍棍とスラッシュアックスFはシステム自体が大きく変化する。
    - 極ノ型は地・天・嵐ノ型の上位版として設計されており、全武器種で武器を構えたままダッシュできる「抜刀ダッシュ」と、吹き飛ばされた際に素早く受け身をとって復帰できるアクションが追加されている。また「極ノ型」は武器種によってベースとなる型が異なり、中には全ての型のアクションが使用可能なものある。

  - G級に昇格した時点で基本11武器種の秘伝書をまとめてG級秘伝書（後述）に強化できる。穿龍棍やスラッシュアックスFも、秘伝書を受け取った時点でG級秘伝書を直接受け取れる。
  - G級専用武器種の一つ「マグネットスパイク」は秘伝書スタイルが極ノ型に固定されており、秘伝書もG級秘伝書のみとなっている。
  - HRに応じて攻撃力強化やHC適正レア度などが決定される。
  - HR6昇格の緊急クエストとハンターズクエスト★6では覇種が登場するが、覇種クエストは秘伝書の装備が必須（強制的にハードコアモードになるため）となっている。
  - HR5より特殊防具の「秘伝防具」が生産できるようになる（課金バージョンである秘伝防具EXはHR6より生産可能になっている）。
- MHF-G10〜2017年3月までの仕様
  - 基本的には現行仕様と同じだが、嵐ノ型と極ノ型の入手に一定の制約があった。
    - 嵐ノ型は秘伝書を入手したのち、解放試練（HCクエストにおける指定モンスターの一定数討伐）を達成する必要があった。また、穿龍棍だけはGSRを100以上にする必要があった。
    - 極ノ型はMHF-Zで追加されているが、当初は各武器種のGSRが300以上かつ「嵐ノ型」を解禁している必要があった。

  - G級秘伝書についてはG級昇格と同時に入手できたが、任意で選択する方式となっていた。また、穿龍棍とスラッシュアックスFについては、HRの秘伝書を入手してそれをG級秘伝書にアップグレードする手間が生じていた。
    - また、穿龍棍に限り天ノ型の切り替え条件がGSR1〜とされていたため、G級秘伝書のアップグレードを行わないと切り替えができなかった[注 35]。
- G9.1までにおける仕様。
  - 最初の秘伝書を獲得できるHRはHR300（G6まではHR500だった）。基本11武器種の内任意の1つの秘伝書を取得し、その武器種のSRが200以上になると別の武器種の秘伝書を新しく獲得する仕様だった。
  - 武器種ごとの経験レベルとなるSRが存在し、クエストの受注・参加条件もそちらによって決定される形（SR100で変種・剛種クエストの受注・参加が可能）であった。ハードコアクエストに変更する選択肢についてはG10以降と同様。
  - 「天ノ型」の使用条件はG10以降と同じ(SR1〜)だが、「嵐ノ型」を開放する試練はSR100〜可能だった。穿龍棍に限り、それぞれGSR1〜・GSR100〜となっていた。
  - SRに応じて攻撃力が強化され[注 36]、SR300で覇種クエストの受注・参加や秘伝防具の生産が可能。
  - 当初はSRになると「装備できる武器のレア度に規制がかかり、攻撃力の高い武器や剛種武器などが一時的に使えなくなる」「防御力のマイナス補正がかかるなどリスクを伴う（防具についているスキルはそのまま発動）」といった規制・補正が存在していた。
    - MHF-G1からは「装備可能武器レア度」が「HC適正武器レア度」に変更され、秘伝書を取得する前までに使っていた剛種武器なども秘伝書取得時から使えるようになった[注 37]。
    - MHF-G7で防御力や属性耐性におけるマイナス補正は廃止されている。

  - G級に昇格した後は、SR999に到達した武器種ごとにG級秘伝書への強化を行う（G2以降）。穿龍棍も秘伝書取得時点ではSR1であり、SR999まで上げてからG級秘伝書への強化を行う形であった。
    - 穿龍棍については、1つ生産した時点で基本11武器種の状況を問わず秘伝書を入手できる仕様だった。

以下は秘伝書に関連する用語。
ハードコアクエスト
シーズン8.0より登場。
秘伝書を使用している状態において、クエスト受注時の設定により特異個体と呼ばれる特殊な仕様のモンスターを相手としたクエストにできるシステム。
ハードコアモードにした場合、大型モンスターから一定確率でHC素材という特別な素材を剥ぎ取ることが可能。
当初は受注・参加条件として「HCチケット」というアイテムが必要であったが、これはG9.1で廃止された。余ったHCチケットについては1枚につき1万ゼニーで売却可能。
クエスト報酬に武器種に応じたアイテムが追加され（HR:武器魂 G級:武器綬）、そのランクもクエストのランクによって異なる。
マイミッション
フォワード.4以降登場した施設。マイシリーズの1つだが秘伝書関連要素が強いためこちらに記す。
秘伝書を装備しているハンターが特別なミッションを受けられる施設。秘伝教官RまたはSから受けられるミッションをクリアするとメダルがもらえる。
秘伝書育成ミッション
G6まではマイミッションのコンテンツの1つだったが、G7で独立し自動的に進行するようになった。
当初はSR500〜（穿龍棍のみSR1時点で発生）のコンテンツであったが、G10でHR5時点から発生するようになった。G10.1より進行状況が全武器種で共有に。
指定されたモンスターを狩猟した上でクエストを達成することで、秘伝書の特殊効果（武器倍率の上限開放など）が発生する。
HC適正レア度
G1より、それまでの「装備可能武器レア度」に代わって実装されたレア度制限システム。
G1以降はレア度制限の対象が「HCクエストにおけるボーナスの対象」に限定され、指定されたレア度内の武器を使用するとハードコアクエストにおいて獲得可能なゼニーやギルド貢献ポイントが増量されるという効果になった。
G9.1までの仕様においてはそれまでの「装備可能武器レア度」がそのまま引き継がれており、SRが11/31/51/81/100/200/300/400/500/600/700に到達するごとに1ずつ上がっていく。G級秘伝書に強化すると表示はされなくなるが引き続き12として扱われている。
G10以降もHRに応じて設定されており、HR5では7、HR6では10、HR7では12となっている。G級に到達しG級秘伝書に強化した後も内部的には12。
SR（スキルランク）、SRP
G9.1までの仕様において用意されていた、武器種（秘伝書）ごとのレベルと経験値。秘伝書を装備した状態でクエストを達成することで、ハンター自身へのHRPと同様にSRPが蓄積され、一定値たまることでSRが上昇する。
SRの上昇によって攻撃力上昇・装備制限レア度（G1以降はHC適正レア度）の緩和・特殊効果の習得などが発生する。
G10ではSR/SRPともに廃止され、SRによって付与されていた効果についてはHR上昇に伴って付与される形になっているが、これもHRに対応する段階が複数存在するためそれらがまとまって付与される形になる。

### G級システム
MHF-G1より実装された、凄腕よりさらに上の段階をG級と呼ぶ。
ギルド要請クエスト
HR7に到達することで「昇級試練」が発生し、「天翔龍 シャンティエン」を撃退したものに、G級への道が開かれる。
なおG1においては、各GRにおける次のGRに上がるためのクエストもギルド要請クエストと呼ばれていた（後述）。
GR（Gランク）
G級に昇格してからの、プレイヤーの経験レベルに相当する数値。
なおG1ではG級のランクは「クラス」として細分化されており、GRPの蓄積によってGR1-1、GR1-2のように細分化されたクエストが段階的に解禁される仕様であった。特に各クラスの最終段階で一定のGRPを集めることで「ギルド要請クエスト」が発生し、これの達成によりランクが上昇する。
G2より"クラス"が撤廃され、GRもGRPを貯めることでHRやSRと同様にランクを上げることができ、またG級になった時点で当時のすべてのG級モンスターの狩猟が可能となった。
G級秘伝書
G2より実装。G級に昇格すると、全ての武器種の秘伝書をG級に昇格させることができ、G級秘伝書を所持していると、GRと同様にGSR（Gスキルランク）を上げることができ武器種ごとの強化が行える。
また、昇格によって新たな秘伝書スタイル「極ノ型」が選択可能になるほか、G級特異個体を狩猟する「G級HCクエスト」が受注できるようになる。
実装当初はHRの時点で武器種別のスキルランクが存在していたため、それを999にした武器種のみがG級秘伝書へ強化できる仕様だった。
GRP、GSRP、Gz
G級クエストで入手可能な経験値とゼニー。GRPはG級ハンター自身に、GSRPはG級秘伝書に付与される経験値となる。
なお後のアップデートで、秘伝書をG級に強化していない武器種の装備でG級クエストを達成した場合は、獲得するGSRPがSRPに振り替えられるようになった（G10ではSRがHRに連動するように変更されたためSRPの処理は不要となり、また全ての武器種の秘伝書をG級昇格時点でG級秘伝書にまとめて強化可能になったため廃止されている）。
G級クエスト
G級受付嬢から受注可能であり、「Gz（Gゼニー）」というG級のみで使える通貨が必要。
クエストを達成すると、GRP（およびGSRP）とGzが獲得できる。
クエストには★1〜★8までの難易度が設定されており、難易度に応じて防御力への減算補正が適用される。なお★8はハンターズクエストには存在せず、後述する特殊なクエストに限定される。
G級クエストの難易度調整
G3より実装。ノーマルモードのG級クエストは難易度を本来の値を上限として参加者単位で任意に設定でき、防御力への減算補正を緩和することができる。
ただし難易度を緩和すると一定確率で剥ぎ取りに失敗したり報酬枠が減少するペナルティが発生するほか、報酬ブーストの補正も適用されなくなる。
2014/8/13よりノーマルモードでも難易度を固定にする設定が実装されており、これは後述の特殊なクエストにて適用される。
アンリミテッドモード（ULモード）
MHF-ZZより実装。GR999のハンターのみが設定、参加可能な（G級）ハードコアクエストの上位モード。
対象モンスターは★1〜★7の通常G級クエストの中から選出されており、特異個体が存在しないG級モンスターも一部ULモードに変更できる。
G級における、MHF独自のカテゴライズは下記の通り。
烈種モンスター
MHF-G3より実装。一部の剛種モンスターのG級版（元を辿ると、特定のモンスターの新種または亜種と目される存在）に相当し、ゼルレウス、ガルバダオラなど計5体（2017年時点）が存在する。
ハードコアモード非対応だが、難易度は★7で固定（2014/8/2までは難易度の変更が可能となっていた）。
始種モンスター
MHF-G7より実装。太古の姿を留め、一部モンスターの祖先と推測されているという設定。
こちらも一部の剛種モンスターのG級版に相当し、グレアドモスなど計4体（2017年時点）が存在する。
烈種クエストと同カテゴリ内に属し、難易度は★7で固定される。
辿異種モンスター
MHF-Zより実装。G級における特異個体を上回る外見の変化と能力を持ったモンスターで、同アップデートのうたい文句の1つ「モンスターが極まる」はこれのことを指している。
発達部位と呼ばれる特に変化の大きい部位を持つことや、通常のスキルでは防げないほどの強力な咆哮・風圧・振動や状態異常効果を発生させる攻撃も存在する。
通常のG級クエストにある難易度数値は記載されていないが、★8相当の防御力減算がどのクエストでも発生する。
G級における、「ハンターズクエスト」以外の特殊なクエストカテゴリについては下記の通り。
烈種・始種クエスト
G級におけるクエストランクの一つで「烈種」「始種」の狩猟が行える。
期間限定クエスト枠と常設枠の2種があり、前者は部位破壊を行うことで通常より多くの素材が得られるクエストが配信されている。
G級遷悠クエスト
遷悠種のG級個体が狩猟対象となるクエスト。GR100（2017年4月のアップデートまではGR500〜だった）から狩猟可能。
基本的な狩猟ルールはHR5のものと同じだが、難易度は★8固定となっている。
極征クエスト
2017年11月アップデートより常設化された、旧・極限征伐戦に該当するクエスト群。
クエストの難易度表記は★ではなく「レベル」になっており、LV1・LV200・LV1000・LV9999の4種類のクエストがモンスターごとに設定されている。
クエストのLVに応じて防御力減算の補正が変化し、さらに高レベルになるとモンスターの新たなアクションが追加される。
また、LVに応じて報酬が豪華になり、G級装備のさらなる強化を行える素材が手に入る。
対象モンスターはシャンティエン・ディスフィロアの他、G級に対応した伝説のモンスターの特異個体2種（G3追加のシュレイド城に登場するもの　GG追加の火口深部に登場するもの）も追加されている。
至天クエスト
2017年11月アップデートより常設化された、旧・至天征伐戦に該当するクエスト群。「至天クエスト」と「上級至天クエスト」の二種類がある。
登場モンスターはいずれも上述のLV9999設定となっており、従来のクエストでは見られない新たな形態や技を有する。
制限時間は20分（上級至天クエストは10分）で、元気のみなもとや類似効果、狩人応援コースの特殊効果が全て無効化される。
クリアしても武具の生産に繋がる素材で特筆すべきものは得られないが、特殊なシジル(後述)素材が入手できる。
対象モンスターはディスフィロアとUNKNOWN（HR6で登場する覇種をさらに強化した個体）の2種。
緊急クエスト（G級）
不定期に発生する、「G級UNKNOWN」こと黒狐竜ミ・ルを討伐するクエスト。
受注権はクエストからメゼポルタ広場に戻った際に一定確率で発生し、発生した際にはメッセージが表示される。発生した受注権は自分で受注した場合・他のハンターのクエストに同行した場合を問わず、またクエストの結果（成功・失敗・リタイア）を問わず消費する。
フロンティアクエスト
週替わりで配信される期間限定クエスト。
Gゼニーを多く得られる「逆襲!」と銘打たれたクエストや、部位破壊で多くの素材を得られるクエストが配信されている。
G級秘伝への導きクエスト
G級モンスターのレア素材の一つ「G級希少素材（旧称・剥ぎ取り希少素材）」を得やすいクエスト。
MHF-G2以降、不定期に配信されていたが2017年7月アップデートにて常設化され、週替わりで配信クエストが入れ替わる。
辿異クエスト
MHF-Zより登場した常設クエスト（一部期間限定）。辿異種の狩猟が行える。
他のクエストと異なり、最初に狩猟したいモンスターを選び、次にクエストを選ぶという流れになっている。
クエストの受注ランクはGR200〜・GR400〜・GR600〜・GR800〜の4段階。
期間限定の辿異クエストもこの枠で配信される。

### 個体のバリエーション
クエストのランク帯としての分類の他に、一部の行動が変化したりなどのバリエーションがクエストに対して設定されていることもある。
ベルキュロスには後のアップデートで行動パターンのバリエーションが3種類実装されたが、そういったものとは別にシステム側での呼称として特異個体・激個体・若個体が存在する。また、特にシステム的な呼称はないが特別な設定がされた個体も存在する。
なお、本来激個体や若個体が登場するクエストをハードコアクエストにすると個体バリエーションの設定が特異個体に上書きされるという仕様がある。
特異個体
通常のモンスターと大きく異なる攻撃モーションを繰り出す。隻眼のティガレックスのように見た目がアレンジされているものもある。
能力値に補正がかけられているが、攻撃力は軒並み上昇する一方、体力やダメージ軽減率は減少して通常個体より狩りやすくなるものもある。
基本的には秘伝書を獲得・装備した状態でクエスト受注時にモードをハードコアにすることで登場するが、秘伝書がない状態でも挑戦できるクエストも存在する。
ハードコアクエストの場合は稀にHC素材と呼ばれる特別な素材を剥ぎ取ることが可能。
ULモードで登場するモンスターの内、ハードコアモードに対応するものはいずれもこの特異個体となる。
激個体
特異個体とは異なる個体バリエーション。常時怒り状態の他、専用の攻撃モーションが追加されているものもある。
若個体
個体バリエーションの1つで、「比較的弱めの個体」という位置づけ。
G10でこのタイプの個体が登場する狩人育成クエストは廃止されたが、一部クエストで引き続き登場する。
攻撃力・体力・ダメージ軽減率が緩和されており狩猟しやすい一方、剥ぎ取りなどの際に得られるものが普遍的な素材になりやすい傾向があるとされている。

### マイシリーズ
各プレイヤーの拠点となるマイハウスの他に多数存在するプレイヤー固有の施設、およびそれに付随するもの。
マイギャラリー
モンスターから剥ぎ取った素材やお金を使って購入した家具で部屋を飾ったり、配置したりすることができる。
「ギャラリー大会」という大会に出場し、一定のポイントを得ると賞品として特定のアイテムを入手できる。
アイテムボックス
マイハウスや工房などに存在するアイテムボックス。
装備の変更にも対応した大型のアイテムボックスと、広場などに設置されたアイテムの出し入れのみに対応した小エクストラボックスが存在し、後者はエクストラコースの利用が必須となる。
シンボルカラーの変更もアイテムボックスで行うのだが、G10で内部的には存在していたがコンテンツの関係上MHFでの獲得が不可能だったシンボルカラーの獲得条件がMHF内で可能なものに変更されている。
追加アイテムボックス
仕様上の問題により、2007年11月7日より従来のアイテムボックスと分けて第2のボックスとして4ページの倉庫枠が設けられた。
また既存のアイテムボックスも含め、シーズン3.0にてストック数は『モンスターハンターポータブル 2nd G』の約2.5倍となる250に増加した。
この追加に伴い、マイハウス本棚にあったアイテムコレクションと武器防具コレクションのページが廃止され、特定の武器防具をコレクションすることで獲得できる称号・シンボルカラーを獲得するには、ドンドルマの街に入ってから一度に全てを作成しなければならないという設定となった。これについては、アイテムボックスの拡張は不可避であったし早期に告知していたものであり、「技術的にも再変更が難しいため再度の仕様変更を行うことは無い」と運営レポートにて告知されていたが、シーズン3.5実装と同時に取得条件を変えて獲得できるようになった。
2010年になり、Xbox 360でのMHF実装に伴いサーバーを2基増やしたことから、「技術的にアイテムボックスそのものの拡張が可能になった」として、シーズン8.0にてアイテムボックスの拡張が行われた（すべてのユーザーに対し等しく増えるわけではなく、ハンターランクなどの条件を満たした数に応じて増える）。
MHF-GよりG級へ昇格したハンターは無条件で3ページ、MHF-GGからはGR500となったハンターはさらに追加で3ページアイテムボックスのページ数が増える仕様となった。
MHF-G6ではストック数が上記の250から999に増加している。
MHF-Z下の2017年2月アップデートではGR500に達することで、ページ数を1増やすことができるアイテムを購入可能となり、前述したアイテムボックス追加サービスも実装された。
MHF-ZZアップデートでは、GR999に達することでページ数をさらに2つ増加させることが可能となっている。
マイトレ
2008年1月30日より追加。管理人NPC3人のうち誰か1人と親しくなることで様々な機能が利用できるようになる。
マイトレポイントを消費することで、猟団単位でしか飼えなかったプーギーを個人単位で飼育できるようになったほか、特定モンスターの討伐などによって特殊なアイテムが報酬として入手できる「ギルド特別依頼」がある。
シーズン2.5より、アイルーを雇ったり開いた店を利用できる「アイルー広場」が実装された。
シーズン4.0より、プーギーをクエストに連れて行くことができるようになり、そのプーギーをクエストに連れて行ったり、ステータスを強化するための施設として「プーギー牧場」が実装された。
シーズン7.0より、プーギーに特定の服を着せ、「スキルカフ」という装飾品を装着することで、狩人本人の装備以外にスキルを追加できるようになった。また、マイトレに入場できるハンターランクの制限も大幅に下げられた（HR100→HR51に緩和、G10でHR51→HR4に換算されている）。
マイガーデン
クエスト終了ごとに管理人ネコに水やり・掃除・肉焼き・採掘・虫取りのいずれかを依頼してそれぞれに対応したアイテムを獲得できるほか、一部のアイテムを入れてクエスト達成回数に応じて変化させる「ニャカ漬けの壺」が利用可能。
また、エクストラコースがあれば同一アカウントの追加キャラクターとの間でアイテムをやりとり可能な「宅配ボックス」も利用できる。
グーク
フォワード.1で実装された、アヒルに似たマスコットキャラクター。実装当初はHR5〜であったがG10以降はHR2〜（G9.1までの仕様でいうところのHR11〜）。現在は5頭まで飼育可能。
マイガーデンで発生するイベントをクリアすることで、クエストごとにアイテムを集めてもらったり、余っている素材を煮込む形で別のアイテムに変換するグーク鍋の利用が可能になる。
マイサポート
ホルクおよびパートニャーの育成に関する施設。ホルク実装のフォワード.2でマイホルクとして設置されていたものが、G5でのパートニャー実装により改称。
ホルク関係では、エサとしてモンスターの素材をあげることで属性を変更したり、訓練として成長させる能力値を変更したり、クエスト達成時に入手できることがある「学びの書」を装備させてAIを変更したりすることが可能。
パートニャーについては、同行および猟団部屋・マイトレ・魂集めへの派遣や装備変更などの管理機能を持つ看板がある。
また、使用したクエストでの被ダメージを3割に軽減できる「元気のみなもと」を1日に1個入手可能。

### パローネ=キャラバン
シーズン5.0以降実装された、メゼポルタ広場とは別のシステムによるエリア。当初はHR31〜のコンテンツだったが後にHR17〜に変更され、現在はHR2〜立ち入り可能。
キャラバンクエスト
複数のクエストで構成される一連のクエスト。
クエスト中には特定のアクションを取るなどの緊急ミッションが発生し、これをクリアすることでボーナスCPなどを得られる。
開拓
密林・砂漠・雪山・火山の中から1エリアを任意で選んで、各エリアに2つまで任意の採取施設を配置しモンスターを指定したクエストを配信できるシステム。
追加された採取施設からは、開拓などで使用する素材が入手可能。
狩人珠
装備のスキルとは別枠のスキルが発動可能なシステム。
キャラバンクエストで7色ある色のポイントをそれぞれ貯めることでスキルを習得し、一定条件下で組み合わせて装備可能。
利用可能なスキルは着地術や胆力など、『モンスターハンターポータブル 2nd G』のキッチンスキルや『モンスターハンターポータブル 3rd』のドリンクスキルに存在するものもある。また、クエスト中以外の場面で使用するものであり習得すれば以後常時発生するものもある。
フォワード.2で強化後一定期間お手入れを行わなかった時のペナルティがポイントの減少から一時的に効果が無効化されるものに変わったほか、G7以降強化時にそれまで習得していたスキルが消えなくなるとともに同内容で効果の大きさの違うスキルについて効果の小さいものはコストが緩和された。お手入れシステムは2017年7月5日のアップデートにて廃止されている（狩人珠効果が常時有効になった）。
大討伐システム
シーズン7.0で実装された、ラヴィエンテ各種と戦うクエストに関するシステム。
1パーティである4人を超えて、最大32人まで同一のクエストを受注することが可能なシステム。ZZ現在、ラヴィエンテを倒すことを目的とするクエストが対象ランクや強さの違う5種類実装されている。
パローネ・キャラバンで受注することができ、通常のクエストと同様にクエスト受注・パーティ編成（最大4人）を行なって討伐に向かうメンバーと、キャラバンに残って沈静（怒り状態の解除）などの支援を行なうメンバーに分かれてクエストが進行していく。
パーティ内のメンバーが3回力尽きた場合でもクエスト失敗とはならず、メンバー全体の士気ゲージが無くなるまでクエスト継続が可能となる。
狩人祭の“入魂祭”の時は大討伐を行うことができない仕様があったが、2018年8月より入魂祭期間でも開催できるよう仕様が改められた。

### コミュニティ機能
猟団システム
他のオンラインゲームの「ギルド」「クラン」に相当し、プレイヤー間で自由に組むことができる。
猟団ランクというレベルが存在する。キャラクターが持っている猟団ポイントを消費することで上げることができ、ランクを上げていくと猟団に設けられた様々な要素が使えるようになる。上限は17。
猟団ごとに所有できる猟団部屋もあり、猟団クエストなど猟団部屋でしか受注できないクエストも存在する。
同盟機能も存在し、3つまでの猟団で同盟を組むことができる（1同盟あたりの最高人数は180人となる）。同盟内では狩人祭の組分けは揃えられるが、登録自体は猟団ごとに行う必要がある。

### サポート狩人
シーズン5.5以降、パーティーの人数が不足している場合に穴埋めで参加するNPCキャラクターが実装されている。なお「サポート狩人」というのはこれらのNPCキャラクターに対する総称であり、クエストの特殊条件で「サポート狩人の同行禁止」という設定が行われており本来なら装備やアイテム持込に制限がある設定でも同行可能なレジェンドラスタですら同行不可能になるクエストがごく稀に存在する。
当初は最後に穴埋めを行うためのフォスタ以外の間には「複数種類のサポート狩人は同時に同行できない」という仕様があったが、後のアップデートで複数種類の同行が可能になり、G5.1では同行優先順位のカスタマイズも実装された。
パーティー人数が不足している場合にどのプレイヤーのサポート狩人が同行するかについては、基本的には各プレイヤーが同人数出し合う形になっている（参加人数4人・実参加人数2人の場合、両プレイヤーが1人ずつ出す形になる）。
ただし参加人数を4人して実参加人数が3人だった場合など、空きの数より実参加人数が多い場合どのプレイヤーのサポート狩人が同行するかは基本的にランダムである。
ラスタ
他のプレイヤーと契約することによって、そのプレイヤーの分身（ラスタ、頼狩人）をサポート狩人としてクエストに同行させることができるシステム。シーズン5.5より登場。
一つのラスタ契約について、ラスタを貸す側から見た場合「救援契約」となり、借りる側から見た場合「同行契約」となる。同行側はラスタにクエストの手助けをしてもらうことができるが、ラスタの強化や装備、スキルの変更は救援側のプレイヤーしかできない。
救援側、同行側ともにギルド貢献ポイント(GP)が与えられるため双方にメリットがある。GPはラスタの機能開放の他、シーズン6.0からはGP調合、マイハウスの拡張 などに利用できる。
HR1時点に限り同行する教官や、マイミッションのミッションR/S受注時に同行する秘伝教官もこの枠である（秘伝教官は当初は通常のラスタを一時的に上書きする形で参加していたが、後のアップデートで同じ枠の2人目という形になった）。
レジェンドラスタ
課金サービス「アシストコース」の利用で契約可能な、強力な性能を持ったサポート狩人。
シーズン9.0で4人登場し、フォワード.1まで順次追加されて11武器種が揃った。G5で穿龍棍を使う「レイラ」が、またZでスラッシュアックスFを扱う「クロエ」が追加された。
また、G3.1以降パートナーに各自の武器種の扱いを伝授する担当も受け持っている（穿龍棍はG5.2より、スラッシュアックスFはZより対応）。
以下のような特別な特徴を持つ。
- クエストの装備制限やアイテム持込制限に付随する規制を無視して同行させることができる
- 一定確率でモンスターの攻撃の被弾を無効化する
- 装備している防具とは別枠で発動するスキルがある
- 捕獲可能な体力レベルをチャットで通知する

他のサポート狩人のシステムが改良されてきた関係で優位性が薄れてきたための上方修正が何度が行われている。自動発動スキルによる聴覚保護を例に挙げれば、以前の仕様では高級耳栓だったのに対し、現在は各キャラクターの装備武器種に対応した秘伝スキルに内包された超高級耳栓となっている他、G級に昇格済のハンターはG級武器を装備させることで超高級耳栓・暴風圧無効・耐震+2を同時に発生する「豪放+3」という形になる。
フォスタ
早い段階から同行させることが可能なサポート狩人。
クエスト出発ごとに同行者がランダムで決定される、キャラクター毎に装備している武器の属性が固有、使用する武器が（キャラクター毎に決められた属性の中で）毎回ランダムで決まる、吹き出しでしゃべる、といった特徴がある。
なお、フォスタ以外の同行をOFF・参加人数4人・実際の参加者が受注者のみという条件の場合、同行するフォスタの人数は2人である。
一時契約ラスタ
他プレイヤーを一方的に指名して、そのキャラクターの分身をラスタと同様にクエストに同行させるシステム。
パートナー
各プレイヤー固有の育成可能なサポート狩人。
最初はHR帯でも使用可能な11武器種の中から選択してその武器種のレジェンドラスタから紹介を受ける形となり、その後PRに応じて別の武器種のレジェンドラスタからその武器の扱いを伝授してもらう形（必要GPは既に習得済の武器種の数に応じて徐々に増える）で使用可能な武器種を増やすことが可能。
武具の性能については一部その武具が本来持つ特性（剛種武具・HC武具など）によって決められる数値になるほか、GPを消費して習得させ自由に組み合わせられる独自のスキルシステムを持つ。
パートニャー
『モンスターハンターポータブル 2nd G』以降のオトモアイルーと同様に、アイルーをクエストに同行させるシステム。
パートニャーは他のサポート狩人よりも支援に特化したAIを持っているとされる。
G5当初は人間キャラクター（ハンター自身およびパートニャー以外のサポート狩人）が2人以下という同行条件がありながら優先順位がレジェンドラスタの次という仕様が存在していたが、G5.1でこの制限は解消された。
ギルド貢献ポイント（GP）
ラスタ契約を行っていると契約者の双方が得られるポイント。成功したクエストにおける所要時間の分の位（1分未満切り捨て）が基準となる。
GPを消費することで、マイハウスの新デザインを獲得し自由にカスタマイズできるなどの特典が発生する。
また、ラスタやパートナーの機能を解放していくときにも必要となる。
後述の、パローネ大航祭および歌姫狩衛戦でもポイントを入手可能となっている。

### 武具関係
アップデートで新しい武具も追加されている。『MHF-Z』アップデート時点で、公式発表によると20000種の武器、10000種の防具があるとのこと。
追加武器種
GGより穿龍棍が、G10よりスラッシュアックスFが、ZZよりマグネットスパイクが実装されている。
いずれもG級に昇格してから使用可能な武器種だが、穿龍棍については10周年記念大型アップデートまで、特典系のもの以外はストーリークエストの進行が解禁条件となっていた（同アップデートにてスラッシュアックスFと同じ条件に改められた）。
マグネットスパイクはG級昇格後に発生する解禁イベントをクリアすることで生産および使用が解禁される。
なお他作品のスラッシュアックスと本作のスラッシュアックスFは、武器の基本的なところは同じだがアクションに相違が見られる。
SP武器、SP防具
既存の武器防具の色替えとパラメータ変更を施したもの。
SP武器の性能は武器種と属性によって画一化されており、ボウガン以外の9武器種では7段階のレベルが存在する。
SP防具も性能は種類ごとに画一化されており、スキル値が大きく設定されており1つで必ず1つ以上のスキルが発動するようになっている「SP装飾品」を装着可能。
特殊リーチ武器
近接武器の内、攻撃範囲の設定が特殊なものとなっている武器。大きく分けると長・極長・短・極短・特殊Aの5種類の表記がある。
一部武器種には攻撃力などとは別に武器種固有の項目があり、そういったものがない武器種において替わりのパラメーターとして表示されているため、ガンランス・狩猟笛・スラッシュアックスFには存在しない。また、マグネットスパイクにも存在しない。
特殊A以外の4種類にはそれぞれ傾向があり、特に極長および極短は根本に攻撃判定が存在しないという特徴がある。
特殊A表記のものはその武器に固有の設定が行われている。以下は一例。
- ラージャンハンマー（イベント「チャレンジ！ラージャン」） - 先端のハンマー部分にしか当たり判定がない。
- かいしょうかっちん（イベント「乙女の妄想クリエイト」） - 先端のアクラ・ジェビアを模したフィギュア部分の尻尾先端にしか当たり判定がなく、その位置も右側にずれている。

FX/FY/FZシリーズ、L/LXシリーズ、R/RXシリーズ
Sシリーズの防具の中にはL→LXと強化可能なものがあり、UシリーズもR→RXと強化できるものがある。
S→L→LXはスキル面でも順当な強化なのに対し、U→R→RXはスキル構成の大きな変化を伴っている。
強化段階としてFが付いているものの場合、その上位としてFX/FY/FZのいずれかが付いているものが用意されているケースがある。
FXはエスピナス以降のオリジナルモンスターの防具が対象だが、フォワード.4のクアルセプスを最後にしばらくFXシリーズの追加は止まり、G2でゴウガルフのものが登場したのを最後に新たなFXシリーズは登場していない。
FYは一部イベントや特殊素材クエストで入手する防具に対する当該段階であり、FXとは異なる強化素材の傾向が存在していた。なお一部イベント防具ながらFXと表記され強化素材もモンスター素材のFXと同様の傾向であるものがあった。
課金防具についてはFの次に来る段階はFZと表記されている。
なおFXという表記は後述の秘伝防具についても同様にFの次の段階の表記で使われている他、剛種防具の強化である覇種防具もFXと銘打たれている。
G装飾品シリーズ
大きく分けると、初期から存在していた「既存の装飾品を元にして生産する」タイプのもの、中期に登場した「生産自体は直接生産だが、素材として汎用素材を多く使う」タイプのもの、フォワード10以降登場している「G装飾品クエストの報酬で得られる原珠をベースに他の素材も併用して生産する」タイプのものが存在する。
フォワード10以降「秘伝書を取得していなくても特異個体と戦えるクエスト」の報酬として最後のタイプのものを生産できる原珠を得られる形になっており、G2以降過去のものはG装飾品クエストという形で常設クエストに移行するということがG9.1まで行われていた。
どちらにしても、通常の装飾品よりも作成に大量の素材が必要になる一方、スキル値が大きく高性能のものになっているものが多い。
元の装飾品では複数スロットを消費していたのが、G装飾品では必要スロット数が1に緩和されるものもある。
G級防具を精錬した装飾品と混同されやすいが別ものである。
剛種武器
剛種モンスターの素材を使用して生産・強化する武器。元々は「特殊古龍武器」と表記されていたが、シーズン4.0から名称が変更された。
以下の特徴を持つ。
- 近接武器 - 体力およびスタミナが回復しきっている場合、攻撃を弾かれることがない
- ライトボウガン - 武器ごとに決められた弾を絶え間なく撃ち続ける「超速射」が可能。
- ヘビィボウガン - カスタマイズパーツに「排熱噴射機構」があり、それを装備することによって他の弾を撃った時の熱を溜めることで「排熱弾」を使える。なお排熱噴射機構を装備せず、攻撃力を大きく上げる「ヘビィバレル」を装着することもできる（ヘビィバレルは通常のヘビィボウガンにおける「パワーバレル」の強化版であり、またシールドは装着できない）。
- 弓 - 武器の出し入れが若干早いほか、「爆撃ビン」を使用することができる。また、当初はビンの効果が上がる武器は剛種武器およびその強化版のみであった。

当初は剛種武器としても2段階存在しており強化することで剛種武器としての性能が完成する形だったが、G2以降の新モンスターの剛種武器は生産時点でレア11となり生産直後から剛種武器としての性能が完成した状態となった。
天嵐武器、覇種武器
HC剛種クエストや覇種クエストで得られる素材で強化された剛種武器。
天嵐防具や覇種防具を併用することで、剛種クエストなど特定のクエストにおいて性能が強化される。
元々HC剛種クエストで得た素材で剛種武器を強化できるケースはシーズン9.0以降確認されていたが、当時はそういったものも剛種武器としてカテゴライズされており、天嵐武器というカテゴリができたのはフォワード.4の中間アップデートでのこと。
剛種防具、天嵐防具、覇種防具
剛種クエストで入手する素材などを使用して生産する防具、およびその強化版。天嵐防具はF、覇種防具はFXとして強化段階が表示される。
残り体力が使用部位数に応じて決まる比率以上あると一部のスキルの効果が強化されるという特徴がある。
天嵐防具や覇種防具ではその他に特定のクエストで剛種武器およびその各種強化版の性能を強化する能力が追加される他、それらの武器に限り装備におけるレア度制限を緩和する効果もある。
G級覇種武器、烈種武器、始種武器
剛種武器の強化におけるG級以降の段階。シジルを焼きつけることはできないが装飾品を装着できる。
ボウガンは元々個別に生産する仕様であるが、G7以降は近接武器や弓においても直接G級覇種武器を生産することが可能になっている。
G級覇種武器はG2で登場。この段階ではG級武器とのバランスをとるため、かなり性能の伸び幅が抑えられている。
G3からはG級覇種武器の強化先である烈種武器が登場。新たな特徴として武器自体にスキルが搭載されている。
G7では更なる強化先の始種武器が登場した。烈種武器段階で搭載されていたスキルが1段階強化されている。
なおG級覇種武器以上になるとレア度の設定が消えるため、HC適正レア度ボーナスを得られなくなったり武器レア度制限の付いたクエストでの使用が不可能になったりする。
G級覇種防具、烈種防具、始種防具
G2以降順次登場した、剛種防具におけるG級での強化段階。G3からはG級覇種防具の強化先である烈種防具が登場、G7では更なる強化先の始種防具が登場した。
覇種防具が持っている剛種系統武器の強化能力が適用される武器が順次拡大されるほか、烈種防具以上は無条件で一部スキルの効果を引き上げられるようになる、などの特徴がある。
強化段階の表示としてはGがG級覇種防具、GFが烈種防具、GXが始種防具となっている。
G級武器
ほとんどのG級武器にはLvが存在しており、MHF-G1時点ではLv20まで、その後のアップデートでLv50まで強化可能になった。
当初は武具工房の親方はLv10までしか強化できずLv11以降の強化は伝説の職人が行うことになっていたが、G8で武具工房の親方が最後まで通して強化できるようになった。
Lv11以降の強化は失敗することがあり、失敗した場合には金と素材を失うことになる。このシステムについてはG2より「確実に成功するレシピ0」と「成功率は60%だが必要素材が少ないレシピ1」のどちらかを選択するという形になった。
G8以降、改のLv50（通しで見ればLv100）まで強化可能なものが追加されている。なお改の付いたものは後述のG級技巧武器となる。
一部レベルのないG級武器も存在し、その性能は「設定されたGRと同レベルのG級武器の特定のレベルに近いもの」と「G級武器のLv50に匹敵するもの」が存在するが、パートナーに装備させた場合の攻撃力はどちらの場合も同じ数値である。
通常はレア度の設定が存在しないが、シジルによりレア度を指定してそれに合わせる形で攻撃力を制限することが可能。これによってHC適正ボーナスの獲得や、武器レア度制限の付いたクエストでの使用が可能になる。
G級技巧武器
GG末期より実装。Lv制G級武器と同様の特性の他、親方印や移動速度UPなどの特殊効果を持つ。
元々はG級以前の武器をG級で再利用するというコンセプトの元に実装された。当初から実装されたG級技巧武器のボウガンはそれまでのものとは別に生産する形である。
G8以降、GR800〜のプレイヤーはG級遷悠クエストの追加報酬素材で一部のLv50まで強化したG級武器をG級技巧武器の特性を持つバージョンに強化できるようになった。こちらの場合はボウガンでも同様にLv50まで強化したものを改バージョンに強化する形である。
G級防具
G級防具は既存の防具と異なる独自の性能を秘めている。また、各段階のLv7まで強化すると装飾品に製錬できるようになる。この装飾品にも様々なスキルが付属している。
G級防具の特徴
- 生産にはG級の素材が必要
- 生産・強化には工房の親方から行う
- 3部位以上装備時、G級クエストで攻撃力が上昇する
- 3部位以上装備時、発動スキル枠が11枠に増加（5部位で12枠）
- G級防具から装飾品が製錬可能（一部の防具を除く）

なお3部位以上使用時の効果については、G級狩護防具やG級遷悠防具も使用部位数のカウントに含まれる。
G/GF/GXと3段階の強化段階を持つが、これ自体はG級防具に限らない。
秘伝防具
武器種ごとに用意された、その武器種の力を極限まで引き出すとされる防具。
対応する武器種の力を引き出す系統のスキルポイントを持っているのが特徴であり、プレイヤー間の評価でも「秘伝防具に限り、色の組み合わせこそあれど全ての部位を一式で揃える必要がある」と認知されている。
G10現在の仕様では、生産可能なHRが通常の秘伝防具はHR5〜なのに対し、秘伝防具EXではHR6〜となっている。以前はどちらもSR300〜であった。
G級以前のものは、シーズン9.0で実装された純白のものとフォワード.4実装の真紅のものの2系統が存在する。双方共に5部位を全てFX Lv7以上で揃えて全部位に装備することで、剣士は秘伝スキルに「斬れ味レベル+1」が追加された状態、ガンナーは攻撃力強化の効果がさらに上昇した状態となる「秘伝二重装備」という要素もある。
G2以降G級での強化段階としてG級秘伝防具が登場しており、こちらは純白のものは白虎もしくは玄武、真紅のものは朱雀もしくは青龍のどちらかに派生させる形となっている。白虎および朱雀はスキル構成もG級以前のものに近い傾向なのに対し、玄武や青龍はスキル構成が変化する。
GとGFはG級秘伝防具実装当初からあったのに対し、GX段階はGGで実装された。またGGではGXのLv7まで強化することで装飾品に精錬することが可能になり、G級防具や烈種・始種防具を使った装備に秘伝スキルを搭載することが可能になった。G10.1では「真秘伝珠」と呼ばれる4色の秘伝防具を全て精錬した装飾品を合成したものも登場している。
強化には秘伝防具の段階では大量の武器魂・HC素材・ゼニーを、G級秘伝防具ではHC素材・G級HC素材・G級希少素材・大量の武器綬・武器勲・Gzを使う。なお武器勲はGR500以上のプレイヤーがノーマル設定のG級クエストをクリアした時にクエスト報酬に追加される形で入手するものである。
後のアップデートで、G級以前の段階における素材を若干緩和した課金バージョンである秘伝防具EXも登場している。こちらは純白系統が白蘭と月夜、真紅系統が紅霞と蒼穹になっている他、G級以前の段階の防具名もそれぞれ白蘭と紅霞となっている（標準の秘伝防具はG級以前における防具名が宝石の名前となっている）。
HC防具、狩護防具
HCクエストにおいて、一定条件の下で残体力が回復し続ける効果を持つ防具。フォワード.3以降随時追加されているほか、フォワード.1で追加された簡易版の秘伝防具にも同様の特性が追加されている。
フォワード.5からはHC防具の強化先であるHS防具（狩護防具）を実装。このHSシリーズは防御に特化した防具であり、HR帯のものの中では最高峰の防御力を誇る。特定の条件下でダメージが軽減、体力自動回復などの効果が発動する。
G級狩護防具
G1で登場。狩護防具のG級派生だが、各種の課金防具にしか用意されていない。
特殊効果については狩護防具と同じだが当初は対象武器種が拡大されていた他、G3中間アップデートの際にG級防具の特性が追加された。
強化段階はGSとGPの2段階。防御力の数値はGXには及ばないが、ダメージを割合で軽減する能力で実質的には同等となる。
天廊武器
G6より実装。攻撃力や属性などの強化を、コストなどの条件内で任意にカスタマイズできる武器。
基本的な性能の強化には天廊で入手できる宝玉が必要になるが、属性などを付ける場合は事前に天封石で当該項目を開放する必要がある。
また、天廊石と呼ばれる装飾品で内包スキルを設定することが可能。
レア度の設定はなく、その位置には強化度合の指標としてコストが表示されている。HC適正ボーナスを得ることができず武器レア度制限のあるクエストでの使用も不可能。
天廊防具
G7より実装。防具が持つ特殊効果のカスタマイズが一定条件内で可能。
遷悠武器、遷悠防具
遷悠種モンスターの素材から生産できる武具。こちらもMH3以降の作品から持ち込まれたものとなっている。
武器は装備するだけで「早食い」が発動するほか、スロットは装飾品とシジルの混在が可能となっている。
防具はシリーズごとに異なる自動発動スキルが用意されている。G級強化すると遷悠防具としての固有スキルの他にG級防具と同じ特性も持つようになる。
進化武器、G級進化武器
大討伐クエストで入手する素材を利用して強化するタイプの武器。基本的にはラヴィエンテのものが該当するが、その他に課金でも存在する。
このカテゴリの武器はボウガンも含めて、Lv100まで強化した後上位の段階に強化する（この際に複数用意された特性から1つを選択する）という強化ルートを持っている。G9以降はHR帯の上位段階におけるLv100からG級進化武器に強化でき、この際に特性を再度変更することも可能。
祈歌武器
歌姫狩衛戦の報酬で生産可能な武器で、同イベントの「戦歌の章」の期間中は祈歌を聴くことで強化される。
辿異武器
Z1で新登場の、辿異種の素材を利用して生産するタイプの武器。装飾品とシジルを混在可能、辿異スキルと呼ばれる自動発動スキルの存在、辿異種の発達部位を破壊しやすくする効果がある。
ボウガンについても強化は派生式となる。
辿異防具
Z1で新登場の、辿異種の素材で生産・強化する防具。こちらも通常のスキルとは別に辿異スキルと呼ばれる自動発動スキルがあり、その中には防具のスキル発動枠を増やすものや、保護系のスキルをさらに強化して本来スキルでは防げないものを防げるようにするものもある。
名称はZ→ZF→ZY→ZXの4段階で変化するが、前半2つにはレベルが存在しない。防御力の数値上はZYがGX相当だが、G級ランクと防具レア度に応じた補正を最大まで受けられるため、実際はZシリーズの時点でGXシリーズを大きく超える防御力が得られる。
2018年4月のアップデートより、ガンナーの辿異防具に始種防具が有していた武器の強化効果が追加された（重複不可）。
辿異狩護防具
Z1で新登場の防具の1つ。G級狩護防具に辿異防具の特性を追加したものであり、G級狩護防具と同様に各種の課金防具にしか存在しない。
強化段階はZPと表記される。防御力の数値上はGXと同等で、そこにG級ランクと防具レア度に応じた補正を最大まで受けつつ、狩護防具としてのダメージ軽減効果が乗る形となる。
こちらも2018年4月のアップデートよりガンナー武器の強化効果が追加されている。
また、これらに付随する要素として以下のものが存在する。
シジル
G級武器、遷悠武器、G級進化武器、辿異武器、辿異進化武器に焼きつけることができる装飾品。
生産の際に最大3個の特殊効果がランダムで決定され、G級武器に焼きつけることでその特殊効果が発動する仕組み。
特殊効果には一風変わったものもある。以下は一例。
- 曜日特効 - 特定の曜日にのみ攻撃力が変動する。
- 種族特効 - 特定の種族のモンスターがいると攻撃力が変動する。
- レア度指定 - レア度を指定して攻撃力を落とす。G級武器でもレア度が設定されGRの替わりに表示されるようになり、HC適正ボーナスの獲得や武器レア度制限の付いたクエストでの使用が可能になる。

複属性
新たに登場した属性タイプで、文字通り複数の属性を内包している。また内包している属性が全く同じだが属性割合が異なることで属性名が異なっている属性も存在している。
10周年記念大型アップデート時点で
- 「炎属性（火属性70%+龍属性70%の複属性）」
- 「光属性（火属性70%+雷属性70%の複属性）」
- 「雷極属性（雷属性70%+龍属性70%の複属性）」
- 「天翔属性（火属性30%+水属性100%+雷属性70%）」
- 「熾凍属性（火属性80%+氷属性80%+龍属性40%の複属性）」
- 「奏属性（水属性100%+氷属性100%の複属性）」
- 「黒焔属性（火属性50%+龍属性150%の複属性）」
- 「闇属性（氷属性80%+龍属性80%の複属性）」
- 「紅魔属性（火属性150%+龍属性50%の複属性）」
- 「風属性（雷属性80%+氷属性80%の複属性）」
- 「響属性（水属性100%+龍属性100%の複属性）」
- 「灼零属性（火属性125%+氷属性125%の複属性）」
- 「皇鳴属性（雷属性+龍属性の複属性）」

が実装されている。

### 定期開催イベント
定期的に開催されている大規模なイベントも存在する。2017年7月現在特に大規模なものとしては「狩人祭」「歌姫狩衛戦・真説」の2つが存在する。公式サイトでは「公式狩猟大会」も定期開催イベントに含まれている。また、常設コンテンツながら定期開催イベントに近い扱いを受ける「狩煉道」も当項で取り上げる。
狩人祭
シーズン2.5より登場。参加可能HRに制限はないがハンターライフコースは必須
参加猟団単位で蒼組と紅組に分かれ、期間内にモンスターの狩猟や採取などに賭けられた得点（魂）を集めて競うイベント。
なおたまに全サーバーでの合計入魂数により褒賞が決定される「勝ちネコからの挑戦状」というルールで開催されることもある。
猟団長が参加表明をする「登録祭」、実際に得点（魂）を集める「入魂祭」、勝敗や入魂した数に応じてポイントなどがもらえる「褒賞祭」という期間が設けられ、参加者は勝敗を問わず特殊リーチ武器の生産に必要な「祭典の証」と、アイテムと交換ができる「祭ポイント」をもらうことができる。
また、勝利した組のキャラクターは勝ち組クエストに参加することができ、特殊リーチ武器の強化に必要な「祭典の思い出」を入手することができる。特殊リーチ武器はこの狩人祭に参加することで得られるものが多い。
公式狩猟大会
狩人祭の登録祭期間中の週末に開催されるイベント。
猟団メンバーでチームを組んでクエスト達成までの時間を競う「猟団対抗韋駄天杯」、個人でクエスト達成までの時間を競う「韋駄天杯」、クエスト中に釣った魚のサイズを競う「巨大魚杯」の3つが存在する。
巨大魚杯についてはその魚が釣れるフィールドに行けるHRであればハンターライフコース必須ながら誰でも参加可能。韋駄天杯2種は開催ごとに必要HRが異なっている。
歌姫狩衛戦・真説
G10.1より開催された「歌姫狩衛戦」を前身とするイベント。MHF-Zにて「歌姫狩衛戦・真説」と改められた。HR2以上で参加可能、ハンターライフコースは不要（一部クエストでは必要）。
設定上はG10で新規にG級クエストに登場する古龍種のクエスト配信に連動していたイベント「黄昏にたゆたう詠唱曲」の続編であり、プレイヤーの動向によって褒賞が変化するほか、連動要素として「祈歌武器」が存在する。
期間はモンスターの狩猟により獲得する「歌玉」を集め1日ごとに受けられる効果を決める「祈祷の章」と、その効果を受けられる「戦歌の章」に分かれている。
「戦歌の章」ではMHF-Zより、猟団単位での参加となるコンテンツ「猟団迎撃戦」が追加された。
猟団迎撃戦では戦況MAPが猟団ごとに用意され、専用の「迎撃戦クエスト」をクリアすることで戦況が有利になり、一定までマスを進めることで翌週の「歌迎の章」で専用の猟団部屋が使えるようになる。
狩煉道
10周年記念大型アップデートより後述の天廊遠征録に替わり開始されたイベント。「しゅれんどう」と読む。GR1以上で参加可能。
「ガチの狩り」をコンセプトに掲げており、上記イベントと異なり、期間を問わず常に挑戦することができる常設コンテンツとなっている。
プレイヤーはクエスト出発後2種類のモンスターからいずれか片方を選択し、討伐するまでベースキャンプに戻ることはできず、討伐後自動的にベースキャンプに戻り次のモンスターを選択する……という流れとなっている。
1種のモンスター（ベースキャンプでの選択も含め、1ステージと呼称）ごとの制限時間は50分だが、次のステージに進むと制限時間がリセットされる。キャラバンクエスト同様、力尽きた回数はプレイヤー毎に判定され、1〜3回まで復活可能。そのため、復活できなくなるまで力尽きるか、1体のモンスターに50分以上時間がかかってしまうか、あるいは自ら「強制離脱」（リタイヤに相当）を選択しない限り、際限なくモンスターを狩り続けることができる。
モンスターの剥ぎ取りはできないが、モンスター討伐・部位破壊ごとに「狩煉道ポイント」が得られ、素材との交換が可能。一部のアイテムは一週間に交換できる数が決まっており、定期メンテナンスでリセットされる。
天廊遠征録同様にアイテムの持ち込みや一部スキル、特殊効果が無効化される他、遠征録と類似した「狩煉道ランク」「狩煉道スキル」がある。
10ステージ毎に「超特殊モンスター」への挑戦が可能になる他、一定ステージの達成で「天廊の番人」討伐クエストに一度だけ挑めるようになる。「天廊の番人」討伐クエストの仕様は狩煉道とは異なり、天廊遠征録と同じルールが適用される。
以下は廃止または統合・常設化されたもの。
極限征伐戦
G2以降定期的に開催されていたイベント。2017年11月アップデートにて先述の「極征クエスト」と「至天クエスト」として常設化された。
基本システムは「極征クエスト」と「至天クエスト」に準ずるが、極限征伐戦では極征クエストに関して、モンスターのLvがレベル1からスタートし、討伐に成功するごとにLVが上がるという仕組みであった。
期間内でモンスターのレベルをどこまで上げられたかを競うランキング要素もあるが、主な目的はG級武器・G級防具の性能の限界を超えるための素材である（この素材は常設化された後でも入手できる）。
至天クエストは「至天征伐戦」と題してMHF-G5.1にて追加され、極限征伐戦の配信期間中に同時開催されていた。
至天征伐戦のルールやシステムは現在の至天クエストと同様だが、上級至天クエストは存在しない（常設化に合わせて追加）。
本来はG級ハンター限定のイベントであるが、G9以降G級以前のプレイヤーも猟団対抗のポイントを競う「猟団征伐戦」には時間帯ごとに決められたモンスターを一定数狩猟する形での支援として参加可能だった（常設化に伴い廃止）。
パローネ大航祭
GGで登場。ベースがキャラバンの航路クエストであるためかハンターライフコースは必須、参加可能HRは17〜（G10ではHR2〜）であるがHRやGRに応じて参加可能な航路が増える。
基本はキャラバンの航路クエストだが、航路の内容はキャラバンとは別に設定される。
獲得したCPから算出されたスコアを競うランキング要素もある。
G10で終了しG10.1より「歌姫狩衛戦」に置き換えられた。
天廊遠征録
G6で登場。天廊と呼ばれるダンジョンを探索するタイプのイベント。
参加条件については区によって異なるが、最下層の第一区はハンターライフコースも不要でHR制限もない。
このイベントでは天廊武器・天廊防具に関する素材の獲得が可能。
また、40フロア毎もしくはランダム条件で出現する「天廊の番人」と呼ばれる強力なモンスターと戦うという腕試し要素も存在しており、大討伐など他のコンテンツと並行稼働させることで発生した不具合の修正を含めた大規模なリファインのために配信が休止されていたG10〜G10.1においてもたまに「天廊の番人」と戦うだけのものが配信されていた。
2016年11月(MHF-Z)より配信が再開されたが、ロード時間が長くかかってしまう不具合などもあり、全ての定期開催イベントを見直していく中で天廊遠征録を終了させ、新たに別のコンテンツ（狩煉道）を用意する方針となり、2017年6月度の配信をもって終了している。
なお「天廊の番人」については、狩煉道で条件を満たすことで天廊遠征録仕様のクエストに挑戦可能になっている他、天廊遠征録独自の「タワーランク」は、狩煉道の「狩煉道ランク」に変換される。

### その他
HR開放試練
シーズン2.0より登場した、HRキャップ開放のためのシステム。
「指定のモンスターをソロで討伐する」「規定額のゼニーを寄付する」「指定量の黒貨を納品する」のいずれかを達成することでHRキャップを開放する。
当初は仕様上のHR上限も段階的に引き上げられてそれに対応する形で順次実装しており、HR800以上の開放試練では伝説のモンスターやその亜種的存在をソロで討伐することが求められ、特にHR999の開放はフォワード.5までは当該モンスターのソロ討伐以外の方法が用意されていなかった。
G10でHRのシステムが変更され廃止された。
シリーズクエスト
広場の受付NPC「ミズキ」から受注できるシナリオ。フォワード.2より登場。
受注したシナリオに応じて、通常のクエストでのモンスター狩猟や、彼女へのアイテム納品でシナリオを進行させていく。
常時配信でゲームの基礎的な内容などが聞ける「ビギナーシリーズ」と、イベントとして配信されオリジナルの武器や防具などを得られる「ベテランシリーズ」が存在するほか、一部アイテムの交換もシリーズクエストの扱いとなっている。
ホルク
フォワード.2より登場した、各プレイヤーに付随する形で同行するNPC。外見はガブラスに似ている。
クエスト所要時間に応じて進行する訓練での成長、クエスト終了時にランダムで落とす「学びの書」によるカスタマイズが可能。
ストーリークエスト
G3より実装。ラスタ酒場の向かいに登場した「祈樹の泉」と、そこにいる歌姫を中心に展開されるストーリー。
シリーズクエストよりも表現力がアップしている他、GG以降は穿龍棍の解禁(10周年記念アップデートで条件緩和)やレジェンドラスタの能力にも関わっている。
ハンターナビ
GGより登場。ゲーム内のシステムなどに対するガイドが用意され、課題をこなすことでアイテムを獲得できる。
ギルドマスターの代替わり
G5でギルドマスターのキャラクターが変更された。旧ギルドマスターはG6以降天廊の管理人として登場している。
超越秘儀
一定時間、武器の属性の力を引き出しハンター自身の能力を強化できるシステム。HR3〜（G9.1まではHR31〜）利用可能。
クエスト中の時間経過や攻撃のヒットで秘儀ゲージを溜め、これがMAXになることで発動可能になる。
発動させると武器の属性値などが一時的に強化されるほか、発動中に一定のダメージを与えると蓄積された力を開放して特殊な状態異常を発生させる「六華閃舞」が使用可能。ただし六華閃舞を使うとそのプレイヤーの超越状態は解除されてしまう（ヒットしなかった場合モンスターに蓄積されていたダメージはそのまま）。

## MHFおよび運営チームの評価
ユーザーへのフィードバック
他社にないサービスとして隔週で更新される運営レポートや動画版運営レポートがある。公式ツイッターも開始された。
ゲーム内イベント
毎週のようにゲーム内イベントが実施されている。イベント内容としては、1週間単位で配信される「期間限定クエスト」や2週間程度配信されるオリジナルイベントクエストなどがある。これらのイベントではイベント限定の武器や防具が入手でき、それらが頻繁に配信されることでゲーム内を活性化させている。タイムアタックを競う「公式狩猟大会」や「VS.クエスト」も行われている。
G7以降は毎週のように先述の定期開催イベントがローテーションで開催されている。
同時接続7万人突破
シーズン9.0初日に同時接続数7万人を記録した（PC版とXbox 360版を合計したもの）。
パッケージ60万本突破
パッケージ累計販売本数が60万本を超えた（PC版とXbox 360版を合計したもの）。また、3周年限定パッケージは人気が高く、予約開始後即完売、発売日当日に店頭在庫分も即完売した。
作品受賞歴
- 2008年 Amazon PCゲーム部門1位
- 2009年 Amazon PCゲーム部門1位
- 2010年 Amazon PCゲーム部門1位
- 2008年 WebMoney Award BestGames賞（2009年以降はエントリー無し）
- 「Yahoo! JAPAN 5000万人が選ぶ！ネット番付2010決選投票！」ゲーム部門10位
- ファミ通調べ、2010年ゲームソフト売り上げ Xbox 360部門 第1位
- オンラインゲーム ネットカフェ稼働ランキング 第1位
- 【Xbox 360ダウンロード販売ランキング】『モンスターハンター フロンティアＧ』連続首位
- Xbox Live 2013年オンラインゲームランキング プレイヤー数1位＆総プレイ時間1位

カプコン社内における貢献度
- 平成24年3月期第2四半期（累計）業績予想数値の修正（平成23年4月1日〜平成23年9月30日）
- 2012年3月期連結業績（2011年4月1日〜2012年3月31日）

## 運営トラブルとその対応
チート行為（不正行為）
2007年8月上旬頃からクライアントのセキュリティホールを突いたチート（不正行為）を利用したプレイヤーが出現、その様子を撮影した動画が公開された。苦情を受けたカプコンは一連の問題についての見解を発表。本人がチート行為を実行せずとも、チートによって得られたアイテムを受け取ったプレイヤーへも処罰が波及するとの記述や、プレイヤーが不正を続ける限り対策にリソースを奪われ今後のアップデートを遅らせざるを得ないとする記述があったが、後の運営レポートでは「チート行為や迷惑行為の対策や取り締まりを行なう人的リソースはしっかりと確保しており、それらの行為で大幅にアップデートスケジュールが遅延するようなことは、現在は想定していない。しかし、想定を大幅に超える多数のチート行為や迷惑行為がゲーム内で起こってしまうと、いずれアップデートよりも違反行為対策に多数の人的リソースを割かざるをえなくなり、今後のアップデートに大きな影響がでてしまうかもしれないことを懸念している。」と述べている。チート対策のため2007年8月15日にnProtectのアップデートが行われたが、クライアント(mhf.exe)を起動した途端にブルースクリーンが表示されてPCがハングアップするという現象が発生し、一部ではOSが起動しなくなる場合もあった。このことを受け、システム管理を担当するテクノブラッドは謝罪文を発表し、8月17日にnProtectを問題が発生する前のバージョンへロールバックする処置を実施した。
10月3日のリファインアップデートよりスタートした新たな課金コースでは、アイテムが無限複製できてしまうDUPEが発生した。運営は直ちに緊急メンテナンスを行った。
2013年9月初頭にはシジルをほぼ無限に生産できるバグが発見され、チート行為によるBAN(アカウント永久停止)件数がその発見された週だけで200件弱に上った。また、それ以降運営レポートでの「利用規約違反者対応状況」においてチート行為のところに「不具合の悪質な不正利用による対処件数が含まれます」と注釈が付くようになった。
2016年10月4日に、奈良県警察本部生活安全部生活環境課はチートツールを使用してアイテムを不正入手を行ったとして、私電磁的記録不正作出・同供用被疑事件容疑でユーザー1人を、同年11月7日には共犯者であるユーザー1人を私電磁的記録不正作出および同共用幇助でそれぞれ逮捕した。カプコンは2017年2月8日に奈良県警察本部に感謝状を贈呈した。
nProtectのエラー
2007年9月12日のチート対策ソフトnProtectのバージョンアップより一部ユーザーのパソコンにおいてアプリケーションエラーが発生し、このエラーそのものがシステム側にチートツールに起因するものと誤認され、アカウントが永久停止(BAN)されたユーザーがいたとの話題が、オンラインゲームニュースサイトの4gamerに掲載された。しかし、数時間後には運営側から「nProtectによる強制終了でアカウントが停止されるということはなく、記事は事実無根である」というコメントが発表され、情報の発信元だった4gamer自身も、同記事内に「nProtectにはチートツールを発見してもメーカーに報告するような機能はないとの情報を入手。nProtectのエラーとアカウント停止との間には直接的な関係はないはずとのこと」という追記を行っている。
また、2015年7月末からは「nProtect側で初期化処理に失敗するためWindows 10環境でプレーできない」という問題が発生、これはnProtectが対応するまで2ヶ月を要した。
違反行為によるアカウント停止
また、2007年12月7日にも「身に覚えがないのにアカウントを停止された」とするユーザーが現れ、このことが2008年1月4日にJ-CASTニュースでも取り上げられるが、2007年12月11日更新の運営レポートにて「回線の切断やゲームプログラムのフリーズなどでチート行為と認識されてMHFの永久利用停止になることは無く、ユーザーのプレイ記録（ログ）の中に違反行為が確認されない限りは罰則が適用されることは無い。」との見解が示されており 、外部の取材に対しても「第三者に対しては、公式サイトに記載されていること以上は回答できない」としている。
大討伐クエスト
シーズン7.0より実装された大討伐クエストにおいて、1ランド1クエスト限定のクエストであるにもかかわらず、32人以上の団員がいる猟団による「猟団限定」指定による独占行為や、特定の武器や防具・スキルなどを指定し、それらに従わないプレーヤーを中傷して排除しようとする行為が横行し苦情が寄せられたため、事態を重く見た運営側はそれらの行為を「禁止事項」として規約に追加した。
シーズン 8.0における不具合
シーズン8.0において、最低動作環境のPCを使用していた一部のユーザーのゲームプレイに不具合が発生した。最低動作環境を満たしているにもかかわらず、強制終了したユーザー向けに2010年5月29日にアップデートを行うことで修正された。
フォワード4における不具合
フォワード4において、アップデート直後に多くの不具合が発生しPC版で約14時間、360版で約17時間半の緊急メンテナンスを行った。これはフォワード時代までにおけるメンテナンス最長記録であり、以降はアップデート前にデバッグのための先行テストが行われることとなった。
G1における不具合など
MHF-Gのサービス開始とともに不具合が多発し、特に360版では大きな問題となり、問題は着目していた点と異なっていたため修正が遅れた。
またG1当時のバランス設定に対し意見・苦情が多数寄せられたことから、アップデートのナンバーを前倒ししてで改善が行われた。
PS3版 先行体験テストでの改善
毎回のアップデートチェックの高速化、ダウンロード時間の短縮、アップデート中の表示の改善など、多くのユーザーの意見を取り入れ発売前に改善された。
なおその中には、HR30/40の公式狩猟試験の変更もある。これについては、それまでのものが『モンスターハンター2』から引き継いでいた仕様であるが、クエストに時間がかかることから変更を求める要望がPS3版先行体験テストの時に多数来ていたことが明かされている。
2016年3月の大規模サーバー障害
狩人祭開催中の入魂などにおける応答の改善を目的として2016年3月にサーバー機器の一部の更新が行われたが、その実施後からサーバー1で更新されたデータベースサーバーに大規模な障害が発生した。この時には緊急メンテナンスが断続的に行われ、最終的には1日半を超える時間を要してサーバーの更新部分を元に戻すレベルの対応が行われた。
なおこのサーバー更新部分を元に戻したことによって失われたデータはなく、また障害で失われた分のアイテムの抽出作業も平行して行われており、完全とはならなくてもほぼ全てのプレイ結果が反映された状態で復旧、データが残っていなかった部分についてもその後のオプションコース無料開放やクエスト配信で取り戻せるようフォローが行われた。
その後1年間はサーバー負荷に起因するとみられる問題がたびたび起きていたが、2017年2月のテストを経て3月8日に更新が実施され、以後基本的には良好な経過をたどっている。

## タイアップキャンペーン
江崎グリコ
2007年6月21日〜9月30日まで特典武器「スリープボール」（ハンマー）が入手できるイベントクエスト、2011年10月3日〜2012年3月31日まで特典武器「パピリオセーバー」（双剣）と「コーンスタンプ」（ハンマー）が入手できるキャンペーン、2012年2月14日〜8月31日まで特典武器「ポキカルセイバー」（太刀）が入手できるキャンペーン、2013年4月1日〜10月31日まで特典武器「新スリープボール」（ハンマー）が入手できるキャンペーンを実施。
ピザハット
2007年7月5日〜9月2日まで特典武器「ピザピール」（太刀）が入手できるイベントクエストを実施。
長州小力
2007年7月6日から「長州小力&MHFプロジェクト」と題し、公式サイトの特設ページでムービー連載企画を実施（現在は閉鎖）。また、同年8月3日〜13日まで長州小力をモチーフとした防具「ストレングスシリーズ」が入手できるイベントを実施。
Acid Black Cherry
2008年7月2日〜8月6日まで、ヴォーカリストのyasuデザイン・監修のリオレウスをモチーフとしたガンランス「火竜銃槍」が入手できるキャンペーンを実施。
イーフロンティア
2008年7月2日〜2009年7月8日まで特典武器「ストレガエッジ」（太刀）が入手できるキャンペーンを実施。
東芝
2008年12月11日〜2009年11月11日まで、オリジナルライトボウガン「ぱらちゃんガン」などが入手できるキャンペーンを実施。
インテル Core
2009年12月9日〜2011年6月30日まで、インテル社監修の防具「デュオシリーズ」などが入手できるキャンペーンを実施。
デッドライジング2
2010年9月30日〜2011年10月12日まで防具「ライダーシリーズ」などの特典武具が入手できるキャンペーンを実施。
ビットキャッシュ
2010年12月1日〜2011年1月31日までオリジナル双剣「BC・スライサーI」が入手できるキャンペーンを実施。
ストリートファイターシリーズ
2011年1月28日から『スーパーストリートファイターIV』の「リュウ」と「春麗」をイメージした防具一式「スパIVキット」を販売。また後日色違いの第2弾も登場している。
また、2013年2月7日から「ケン」と「キャミィ」をモチーフにした防具一式「STREET FIGHTER25周年記念キット」を販売。
2014年3月でこれら3種の単品での販売は終了し、同年4月のGGアップデートより3点セットの「ストリートファイターキット」として販売された（Z1アップデート時に販売終了）。
2011年6月30日〜9月26日まで『スーパーストリートファイターIV アーケードエディション』とのコラボによる特典武具を入手できるキャンペーンを実施、また『ファミ通』の付録やSCE公式放送での『ウルトラストリートファイターIV』登場記念でも特典防具が登場した。これらはリュウおよび春麗の衣装の色違いとなっている。
ヴァンパイア
2011年10月4日から「デミトリ」と「モリガン」をモチーフにした防具一式などの「ヴァンパイアキット」を販売（Z1アップデート時に販売終了）。
テルマエ・ロマエ
2012年10月12日〜2013年1月9日までオリジナル武器「テルマエ・オリゴ」（大剣）が入手できるイベントクエストを実施。
GGアップデートの際にも再度配信された。
フレッツ光
2012年10月17日〜2013年1月30日までオリジナル武器「光刀」（太刀）などが入手できるキャンペーンを実施、以後も数回実施されている。
鬼武者シリーズ
2012年10月19日〜12月3日まで本作に登場するレジェンドラスタ「ナターシャ」のイラストコンテストが行われ、『鬼武者Soul』に武将として登場。声優は釘宮理恵。その他に「UNKNOWN」「赤闘獣・青闘獣」「教官見習ネコ」や、消耗品として「グーク」もゲーム内に登場する。
2012年12月6日から「明智左馬介」と「お初」をモチーフにした武具一式「鬼武者キット」を販売（Z1アップデート時に販売終了）。
イクシオン サーガ DT
2012年12月5日から発売される初回限定仕様のBlu-ray特典として、アニメのキャラクターが使用する武具が入手できるキャンペーンを実施。また、第1話に『MHF』オリジナルモンスター「ルコディオラ」が登場している。
戦国BASARA
2013年4月18日から「伊達政宗」と「真田幸村」をモチーフにした武具一式「「戦国BASARA 伊達政宗ノ装束」「戦国BASARA 真田幸村ノ装束」を販売（Z1アップデート時に販売終了）。
Fate/stay night
2013年4月18日から「セイバー」と「アーチャー」の衣装と武器一式「Fate/stay nightキット」が販売される他、特設サイトで動画の公開や壁紙の配布を実施。
その後「ギルガメッシュ」「ライダー」の衣装および武器一式「Fate/stay nightキット第2弾」が発売。
また、G7アップデートより「Fate/stay night[UBW]」とのコラボガチャとして「遠坂稟の不思議な宝石」が販売されていた（2015年10月14日まで）。こちらでは稟およびランサーの衣装を模した防具や武器が入手可能。
初音ミク
2013年4月18日からミクの衣装を再現した防具やミクの歌声入りオリジナル武器一式「初音ミクキット」が販売される他、特設サイトとコラボ動画も実施。
また、2016年11月30日〜2017年11月15日の期間限定でコラボガチャ用のアイテム「音符型の結晶」を販売、雪ミクおよびラビット・ユキネの衣装を模した防具などを入手可能。
富士見ドラゴンブック
2013年7月3日から、嬉野秋彦の小説『モンスターハンター フロンティアG(1) 紅き猟団、棘茶竜の谷へ』に登場するサリューが装備する防具「ククボシリーズ」、ゼクートが装備する防具「鬼神/童子シリーズ」が入手できるオリジナルクエストを配信。
ファイアーエムブレム 覚醒
2013年12月12日からWii U版限定で、ハンターライフコース90日以上、もしくは継続コースの登録で「クロム」と「ルキナ」の衣装をモチーフにした武具の生産券がもらえるキャンペーンを実施。
進撃の巨人
2014年4月23日から兵団をモチーフにした武具一式「進撃の巨人キット」が販売されていた（2015年3月25日販売終了）他、イベントクエストも実施。
IS 〈インフィニット・ストラトス〉
2014年4月30日から登場キャラクターをモチーフにした武具一式「IS 〈インフィニット・ストラトス〉キット」が販売。
英雄伝説 閃の軌跡II
2014年7月24日から「リィン」と「アリサ」の衣装と武器一式「閃の軌跡IIキット」が販売された（2016年1月20日に販売終了）他、一時契約ラスタイベントも実施。
どこでもいっしょ
2014年8月20日からPS3版・PS Vita版限定で、「トロ」と「クロ」をモチーフにした武具一式「どこでもいっしょキット」を販売。
魔法少女まどか☆マギカ
2014年11月20日〜2015年2月18日の間、5人の魔法少女や「キュゥべえ」「お菓子の魔女」の衣装や武具を取り揃えたハリセンネコくじにチャレンジできる「魔法少女まどか☆マギカ 奇跡と絶望のグリーフシード」を販売。
また、一時契約ラスタイベントとしてキュゥべえが登場している。
ヱヴァンゲリヲン新劇場版
2015年7月23日〜2016年7月20日の期間限定でコラボガチャ用のアイテム「人類補完計画書」を販売、これを使用して碇シンジ・綾波レイのプラグスーツやEVA初号機・零号機を模した防具や、EVAの武器を模した武器が入手可能。
一時契約ラスタイベントとしてEVA初号機・零号機が登場。
G9で「NERV極秘資料」という別アイテムが追加され（販売期間: 2015年11月19日〜2016年11月16日）、こちらは渚カヲルもしくは式波・アスカ・ラングレーのプラグスーツやMark.06もしくはEVA2号機を模した防具（男性ハンターは渚カヲルおよびMark.06、女性ハンターは式波・アスカ・ラングレーおよびEVA2号機となる）などが入手可能。
逆境無頼カイジ 破戒録篇
2016年4月21日〜2017年3月29日の期間限定で、コラボガチャ用のアイテム「Eカード」を販売、これを使用してカイジ・美心を模した防具や、限定ジャンケンのカードおよび電流鉄骨渡りの鉄骨を模した武器などを入手可能。
また、5月25日までは2種類のゲーム内イベントが実施された。
- カイジ本人が同行する特殊設定のイベントクエストをクリアすることで「限定ジャンケン」に参加でき、勝利することで特別なチャットアクションを入手できる。なお、こちらは7月27日より再度開催されており、8月10日までの間に一定条件を満たすことでプレミアムグッズの抽選権を得られるなどの特典が用意された。
- 季節オブジェとして電流鉄骨渡りが設置される（4月27日〜5月11日を除く）。

彼岸島
2016年8月10日〜2017年7月26日の期間限定でコラボガチャ用のアイテム「吸血鬼の血液」を販売、これを使用して作中の丸太を模した武器や、吸血鬼「雅」にまつわる武具を入手可能。
また、2016年9月7日までは「魚人型邪鬼を撃退する」という内容のコラボクエストも配信され（10月12日〜11月30日まで再配信）、クリア回数で特別な称号やステータス画面用の壁紙を入手可能。
Imperial SaGa
2017年2月16日〜2018年2月14日の期間限定コラボガチャ用のアイテム「サガコラボくじ券」を販売、これを使用してサガシリーズに登場する武器や登場人物を模した防具を入手可能。
また、決戦場でフレイムタイラントを討伐するものと、コラボガチャで入手可能な「古刀」を強化し続けたところ現れたという設定でハルドメルグと戦うという内容のコラボクエストが配信される。
NieR:Automata
サーバー1/2限定コラボレーション。
2017年3月1日より限定の武器および防具が配布されたほか、2017年4月19日より期間限定コラボガチャ用のアイテム「NieRコラボくじ券」を販売、これを使用してコラボ装備を入手可能。
また、機械生命体の被り物をつけたチャチャブーを討伐するという内容のコラボクエストも配信され、限定の称号やステータス画面の壁紙を入手可能。
ファンタシースターオンライン2
2018年10月31日より開始。2018年10月31日〜2019年5月15日の期間限定でコラボガチャ用のアイテム「PSO2くじ券」を販売、これを使用して同作品に登場する武器や登場人物を模した防具を入手可能。
また、同作品のマスコットキャラクター「ラッピー」と触れ合えるという内容のコラボクエストも配信され、パートニャー用の防具やステータス画面の壁紙を入手可能。
さらに季節オブジェとして同作品に登場する「A.I.S」が登場し、広場のBGMを同作の「レアドロ☆KOI☆恋！」に変更することができる。

## モンスターハンター フロンティア オンライン エッグラン
『モンスターハンター フロンティア オンライン エッグラン』は、卵運びクエストをモチーフとしたスマートフォン用ゲームアプリ。2011年12月1日にiPhone/iPod touch版およびAndroid版が無料配信開始された。
横スクロール型のアクションゲームで、画面の長押しで走る止まるの操作、フリックでライン移動が可能。スタミナが0になると卵を落としてしまう。アプリ内のサブクエスト報酬で得られる回復系アイテムで体力・スタミナを上昇させ、クエストを有利に進めることができる。
ゲームをクリアすると消耗品アイテムや「ハンターの本」を入手できるMHF用イベントコードが入手できる。「ハンターの本」3種をMHF内のイベントクエストで納入するとアイテム「秘撃玉」が獲得できる。
2016年6月22日にサービス提供終了、取得済のコードによる報酬は7月13日まで利用可能。